# Basilique du Sacré-Cœur de Montmartre
Pour les articles homonymes, voir Basilique du Sacré-Cœur.
La basilique du Sacré-Cœur de Montmartre, dite du Vœu national, située au sommet de la butte Montmartre, dans le quartier de Clignancourt du 18e arrondissement de Paris (France), est un édifice religieux parisien majeur, « sanctuaire de l'adoration eucharistique et de la miséricorde divine » et propriété de la commune de Paris.
La construction de cette église, monument à la fois politique et culturel, suit l'après-guerre de 1870. Elle est déclarée d'utilité publique par une loi votée le 24 juillet 1873 par l'Assemblée nationale de 1871 ; le bâtiment est officiellement achevé en 1923. La volonté de construire cette basilique s'inscrit dans le contexte de recharge sacrale et sa construction s'est déroulée dans le cadre de l'instauration de ce qui a plus tard été présenté comme relevant d'un « ordre moral » mais sans rapport avec les événements de la Commune de Paris, puisque le voeu de la construire date de décembre 1870, soit trois mois avant. Sa situation à 130 mètres d'altitude près de l'un des points culminants de Paris, et son dôme qui s'élève à 83 mètres, la rendent visible de très loin. Avec près de onze millions de pèlerins et visiteurs par an, c'est le deuxième monument religieux parisien le plus visité après la cathédrale Notre-Dame de Paris.

## Historique du projet et construction

### Montmartre, colline sacrée
Depuis des siècles, la colline de Montmartre a été un lieu de culte pour beaucoup de pélerins : paganisme gaulois supposé puis temples gallo-romains dédiés à Mercure et probablement à Mars ; culte chrétien après le martyre de l'évêque Denis de Paris au IIIe siècle, chapelle surmontant la crypte du martyrium de saint Denis, construction au XIIe siècle de l'église Saint-Pierre, parmi les plus anciennes de Paris, pour l'abbaye royale de Montmartre par le roi Louis VI et sa femme Adélaïde de Savoie. Le nom de la colline de Montmartre vient selon les uns du nom du lieu, Mons Martis (mont de Mars) ou selon les autres de Mons Martyrum (mont des Martyrs). L'église de Montmartre qui s'est substituée aux temples romains a été élevée en l'honneur des saints martyrs Denis de Paris, Rustique de Paris et Éleuthère décapités selon la légende sur la colline et dont une chapelle, située sur le flanc sud de la butte, devait commémorer le lieu traditionnel du supplice, en prenant le nom de Saint-Martyre.
Le mont de Mars a donc pu être réinterprété vers le IXe siècle en Mont des Martyrs (Mons Martyrum), puis par dérivation populaire en « mont de martre », martre signifiant « martyr » en ancien français. La substitution toponymique du mont païen par le mont chrétien reste cependant hypothétique et la double étymologie (mont de Mars et mont des Martyrs) est encore actuellement traditionnellement proposée. Il faudrait, « pour pouvoir trancher la question, savoir comment le peuple, dans son langage parlé, appelait cette colline avant le IXe siècle, puisque c'est à cette époque que les documents écrits enregistrèrent le changement de nom ».

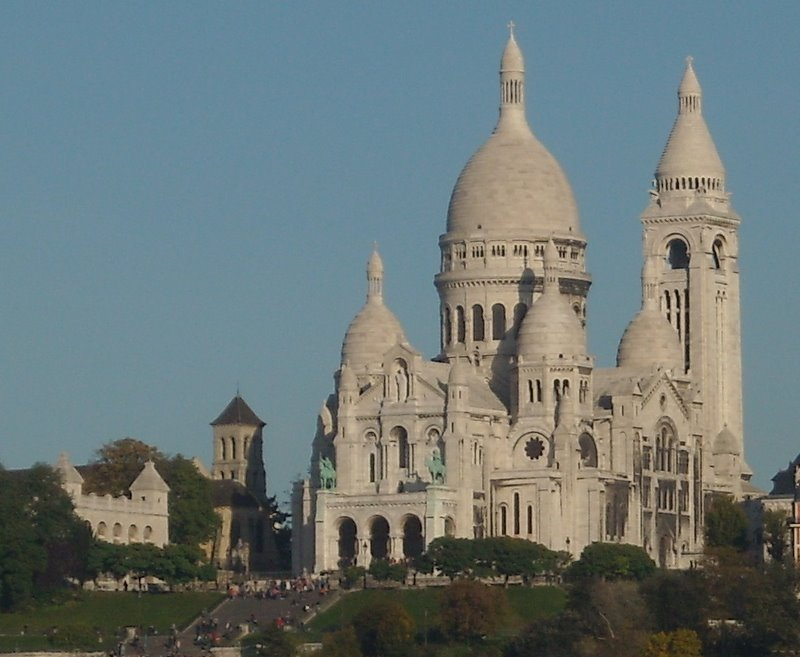
L'église Saint-Pierre à gauche du Sacré-Cœur.
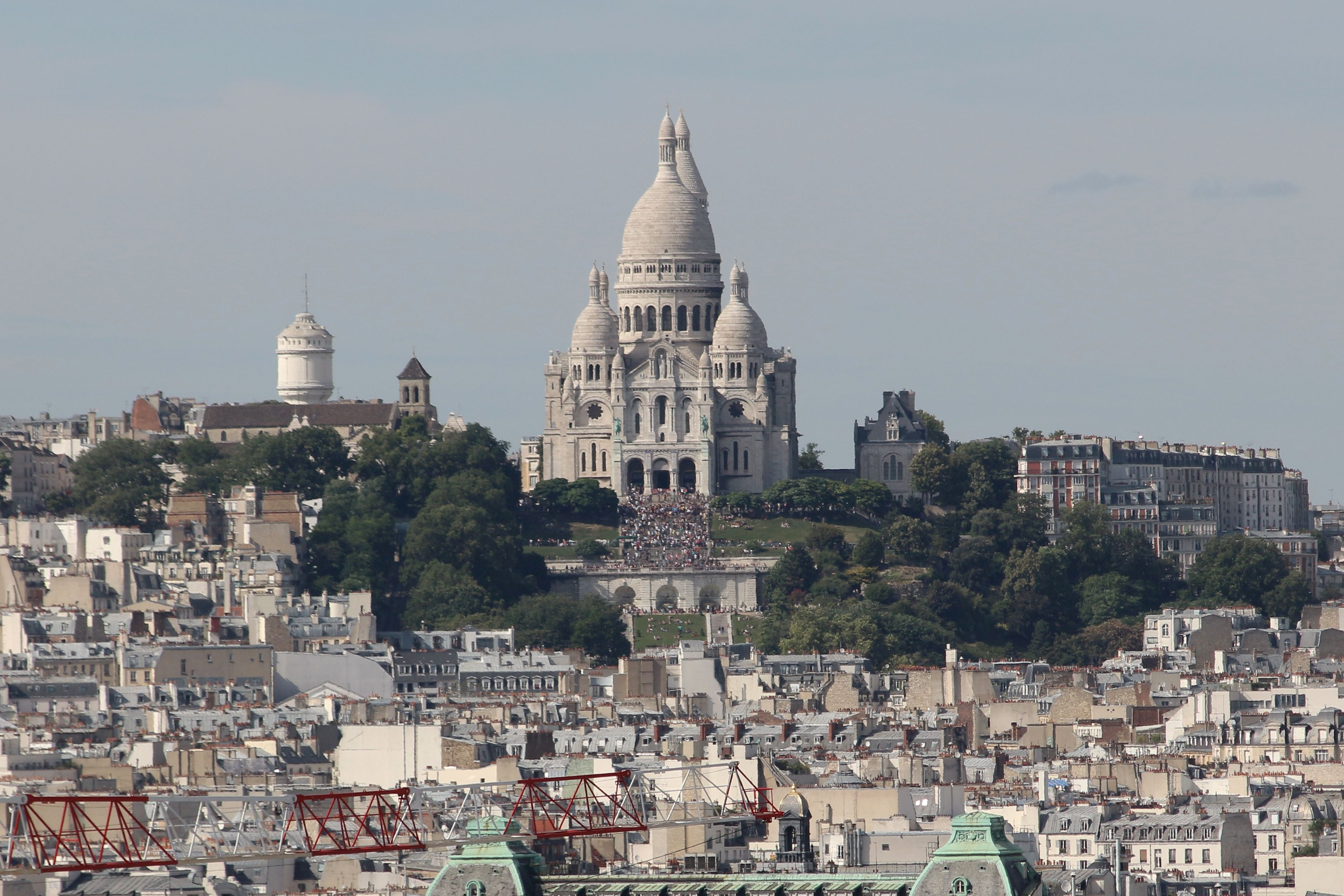
Le Sacré-Cœur vu depuis le sommet de la tour Saint-Jacques.
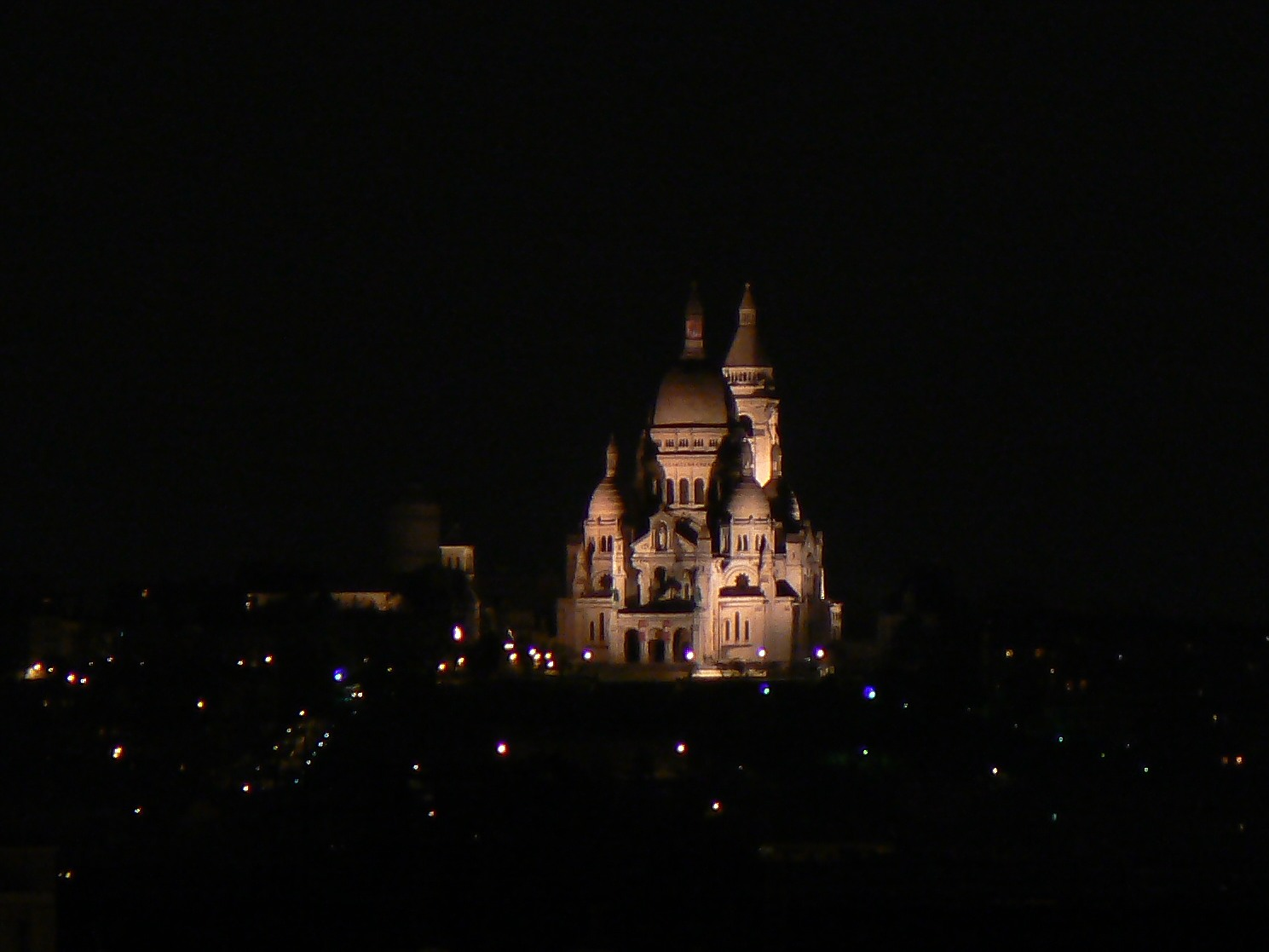
Basilique du Sacré-Cœur de nuit.

### Le vœu national de 1870–1871

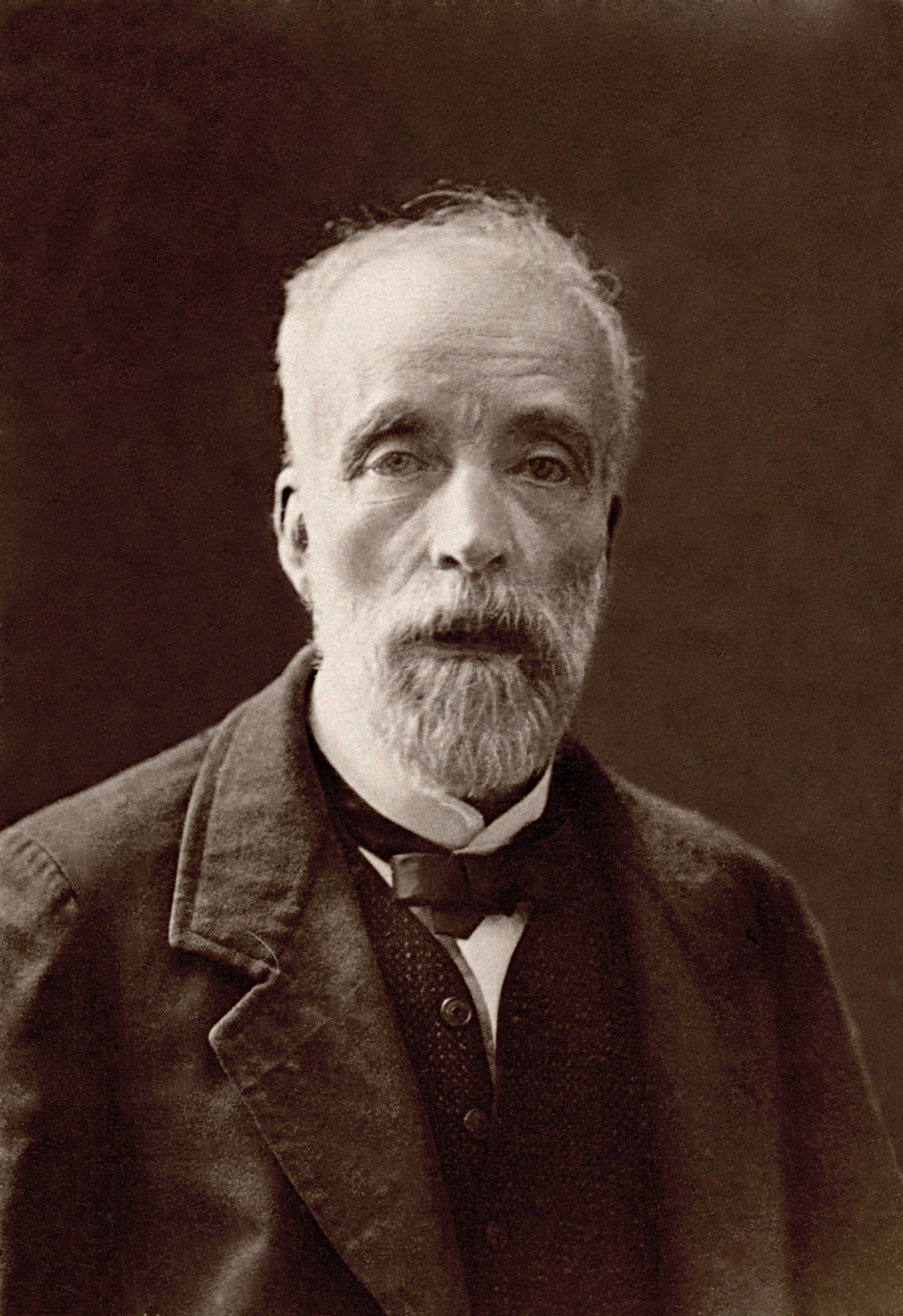
Alexandre Legentil, par Nadar.

Dans une lettre adressée aux curés de son évêché nantais le 4 septembre 1870, jour de la déclaration de la Troisième République, Félix Fournier attribue la défaite de la France dans la guerre franco-prussienne de 1870 à une punition divine après un siècle de déchéance morale depuis la révolution de 1789.
Cette lettre a pu inspirer un vœu prononcé en décembre de la même année par le philanthrope Alexandre Legentil devant son confesseur le père Gustave Argand, dans la chapelle du collège Saint-Joseph de Poitiers dont ce dernier était le recteur. Une urne sur une colonne au fond de la chapelle des morts de la crypte rappelait que ce vœu était à l'origine de la construction de la basilique du Sacré-Cœur de Montmartre.
Alexandre Legentil rédige en janvier 1871 ce vœu personnel :

« En présence des malheurs qui désolent la France et des malheurs plus grands peut-être qui la menacent encore. En présence des attentats sacrilèges commis à Rome contre les droits de l'Église et du Saint-Siège, et contre la personne sacrée du Vicaire de Jésus-Christ nous nous humilions devant Dieu et réunissant dans notre amour l'Église et notre Patrie, nous reconnaissons que nous avons été coupables et justement châtiés. Et pour faire amende honorable de nos péchés et obtenir de l'infinie miséricorde du Sacré-Cœur de Notre-Seigneur Jésus-Christ le pardon de nos fautes ainsi que les secours extraordinaires, qui peuvent seuls délivrer le Souverain pontife de sa captivité et faire cesser les malheurs de la France. Nous promettons de contribuer à l'érection à Paris d'un sanctuaire dédié au Sacré-Cœur de Jésus. »

La forte personnalité d'Alexandre Legentil dans le paysage catholique parisien et ses nombreuses relations permettent au projet d'acquérir une dimension nationale. Avec son beau-frère Hubert Rohault de Fleury, peintre et autre notable parisien, il entame les démarches qui doivent aboutir à la réalisation de la basilique du Sacré-Cœur plusieurs décennies plus tard. Tous deux sont des disciples de Frédéric Ozanam, fondateur de la Société de Saint-Vincent-de-Paul qui « a uni au service des plus pauvres le monde « orléaniste » des affaires de la rive droite au monde « légitimiste » de l'aristocratie terrienne de la rive gauche ».
Selon l'historien Miguel Rodriguez, le concept de vœu est fondamental, en tant que « promesse faite à Dieu ». De la relation spirituelle des mystiques avec Dieu au « vœu national », en passant par la fondation d'ordres se réclamant du Sacré-Cœur ou d'églises du Sacré-Cœur, l'histoire de la dévotion montre que le vœu assumé, vis-à-vis de cette figure, peut être, aussi bien un comportement individuel qu'une manifestation de foi collective : il va associer au XIXe siècle un engagement religieux et des pratiques laïques. Il est pour lui une continuité totale avec le vœu de Louis XIII, de Marguerite-Marie Alacoque au roi Louis XIV et de celui de Louis XVI dans la prison du Temple.

### Le vote de l'Assemblée nationale

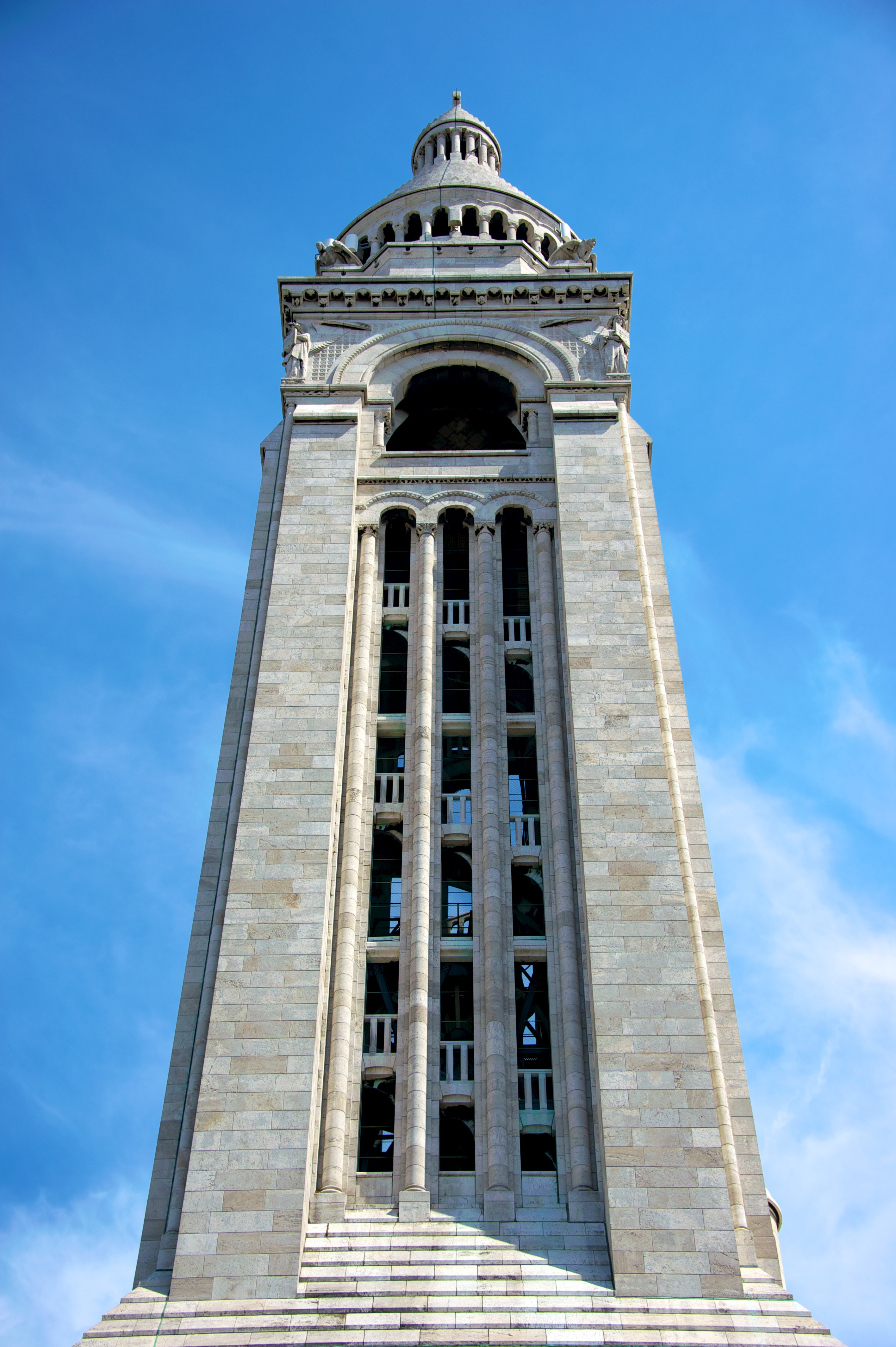
La tour du campanile percée de baies tripartites, coiffée d'un dôme dont le tambour abrite une galerie à arcades et qui est surmonté d'un toit conique à lanternon. Au-dessus de la loggia, quatre figures ailées, sculptées par Henri Bouchard, surmontent chaque ange.

Les promoteurs de la construction du Sacré-Cœur font appel fin 1872 à l'Assemblée nationale afin que l'église soit reconnue comme étant d'utilité publique. C'est en effet le seul moyen semblant possible pour acquérir les terrains nécessaires, propriétés de la ville et de nombreux particuliers. L'Assemblée nationale élue en février 1871 pour élaborer une Constitution compte alors 396 députés royalistes (sur un total de 686 membres) qui sont en grande partie des catholiques intransigeants. Après des débats houleux, la loi d'utilité publique est votée le 24 juillet 1873 par 382 voix contre 138, tandis que 160 députés se sont abstenus.
Elle offre à l'archevêque de Paris (Joseph Hippolyte Guibert) la possibilité de se porter acquéreur des terrains sur la colline de Montmartre par voie d'expropriation si nécessaire : les terrains visés, situés derrière l'église Saint-Pierre, sont occupés par des guinguettes, un champ de foire et des jardinets. Le choix de ce site fait du futur Sacré-Cœur le bâtiment le plus haut et le plus visible de la capitale, manifestant la vocation ostentatoire du projet. Il est aussi prévu que l'église « sera construite exclusivement avec des fonds provenant de souscriptions » et « sera à perpétuité affectée à l'exercice public du culte catholique ».
Le texte exact de la loi est :

« Art. 1er. Est déclarée d'utilité publique la construction d'une église sur la colline de Montmartre, conformément à la demande qui en a été faite par l'archevêque de Paris, dans sa lettre du 5 mars 1873 adressée au ministre des cultes. Cette église, qui sera construite exclusivement avec des dons provenant de souscriptions, sera à perpétuité affectée à l'exercice public du culte catholique.
Art. 2. L'emplacement de cet édifice sera déterminé par l'archevêque de Paris, de concert avec le préfet de la Seine, avant l'enquête prescrite par le titre II de la loi du 3 mai 1841.
Art. 3. L'archevêque de Paris, tant en son nom qu'au nom de ses successeurs, est substitué aux droits et obligations de l'administration, conformément à l'art. 63 de la loi du 3 mai 1841 et autorisé à acquérir le terrain nécessaire à la construction de l'église et à ses dépendances, soit à l'amiable, soit, s'il y a lieu, par expropriation.
Art. 4. Il sera procédé aux mesures prescrites par les titres II et suivants de la loi du 3 mai 1841 aussitôt après la promulgation de la présente loi. »

Cette construction s'inscrit dans le cadre de l'instauration d'un « Ordre moral » promu par les conservateurs dans l'Assemblée nationale de 1871.

### Association aux événements de la Commune de Paris

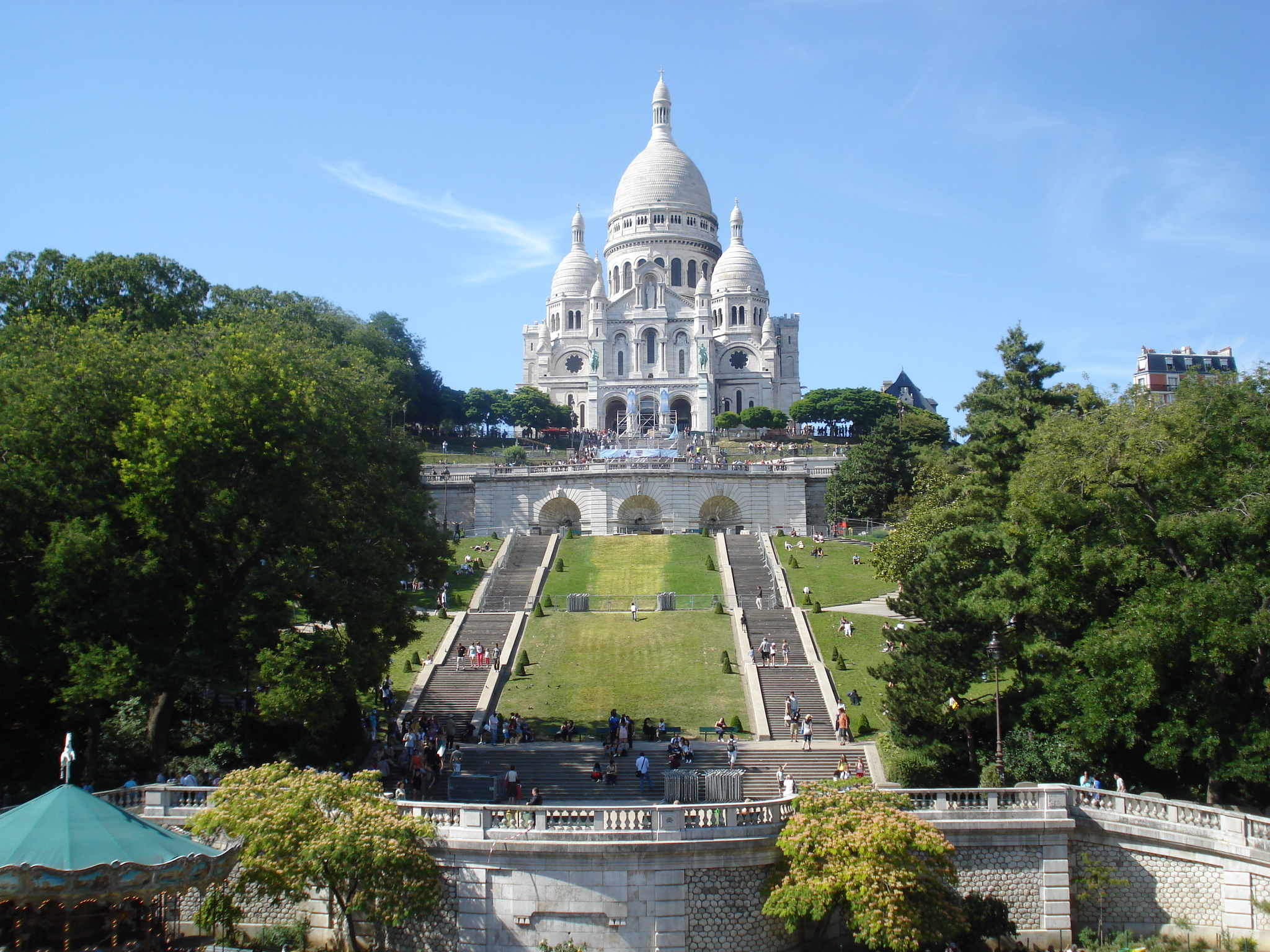
La basilique et le Square Louise-Michel.

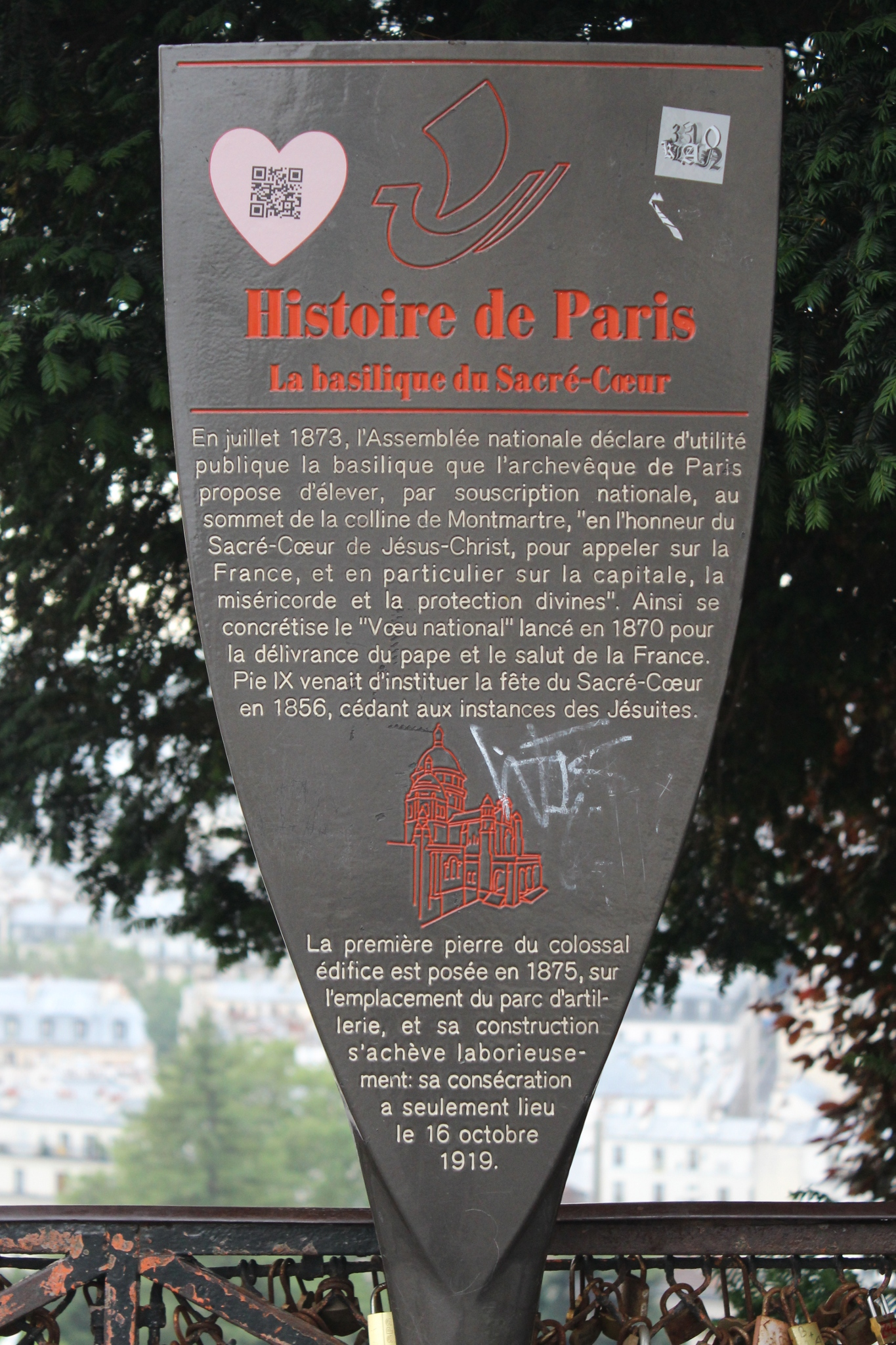
Panneau explicatif municipal.

La construction de la basilique du Sacré-Cœur est parfois associée aux événements de la Commune de Paris au titre qu'elle aurait été construite pour « expier les crimes des communards »,.
Aucune inscription ou dédicace dans la basilique ne la relie explicitement aux évènements de la Commune alors que le bâtiment renferme, par ailleurs, de nombreuses inscriptions explicatives sur son origine, les motivations des constructeurs, les étapes de sa construction ou encore son sens spirituel.
La construction a commencé après la répression puis l'instauration d'un « ordre moral » promu par les conservateurs dans l'Assemblée nationale de 1871 et des rapprochements ont été faits par les constructeurs eux-mêmes. Ainsi, l'architecte Hubert Rohault de Fleury a déclaré lors de la pose de la première pierre : « C'est là où la Commune a commencé, là où ont été assassinés les généraux Jacques Léonard Clément-Thomas et Claude Lecomte, que (s'élève) l'église du Sacré-Cœur ! Nous nous rappelons cette butte garnie de canons, sillonnée par des énergumènes avinés, habitée par une population qui paraissait hostile à toute idée religieuse et que la haine de l'Église semblait surtout animer ». Et le choix de la colline de Montmartre, et même du lieu précis des premières exécutions communardes, est en effet notable. Tout en reconnaissant que le projet est ancien, l'historienne spécialiste des mouvements révolutionnaires Mathilde Larrère souligne ainsi que « le choix d'ériger l'édifice sur la butte Montmartre, où commença le 18 mars 1871 la Commune, où elle s'acheva dans un bain de sang à la fin mai, tenait de la provocation – la même basilique au fond du XVIe arrondissement n'aurait pas eu le même sens ».
Dans un ouvrage biographique de 1893 consacré à l'autre co-auteur du vœu national, Alexandre Legentil, Michel Bony écrit : « La France chrétienne choisit Montmartre, parce que Montmartre est la montagne des martyrs, le berceau de la foi apportée par saint Denis et ses compagnons, et qu'il fut pendant des siècles le pèlerinage aimé des saints et de la France croyante. Pourquoi ne pas ajouter encore : parce que Montmartre était devenu le foyer de l'action impie et révolutionnaire ! ». Lui-même catholique réactionnaire, Michel Bony y insiste sur le parallèle entre la construction de l'édifice et les évènements de la Commune, qu'elle doit expier.
Jacques Benoist, prêtre catholique et auteur d'une thèse sur le Sacré-Cœur, relativise l'impact de la Commune dans la genèse du projet sans le nier entièrement. Il estime que les initiateurs du projet réagissaient en premier lieu au libéralisme de la société du Second Empire et à la prise des États pontificaux par les partisans de l'unité italienne mais que l'insurrection communarde s'est ajoutée à ces motifs et indique qu'il a d'ailleurs été sérieusement envisagé de construire la basilique sur les hauteurs de Belleville car c'était le lieu d'exécution des otages de la Commune.
Par ailleurs, l'historien spécialiste de la Commune Éric Fournier rappelle la symbolique particulière entourant la figure du Sacré-Cœur, que Louis XVI priait pour son rétablissement comme roi de droit divin. Éric Fournier affirme en outre que le Sacré-Cœur était, au XIXe siècle, une figure chère aux catholiques intransigeants. Selon l'historien, bien que le projet initial ne soit pas explicitement relié à la Commune, sa construction ne peut être dissociée de la volonté des conservateurs d'expier les « fautes nationales » des Français, c'est-à-dire l'ensemble des épisodes révolutionnaires depuis 1789. Il souligne en outre que la teneur politique du projet semble unanimement comprise par la classe politique de l'époque, le soutien des réseaux réactionnaires étant crucial dans l'aboutissement du projet tandis que les députés radicaux socialistes s'y opposent par principe et manquent de peu de le faire avorter. Il avance que l'impact du souvenir de la Commune dans les milieux catholiques aurait été décisif dans la concrétisation du projet.
Historiquement, l'idée d'une association à la Commune de Paris ne s'est développée que progressivement. Aux yeux des Parisiens proches des communards, la basilique est devenue un symbole de répression. Selon le géographe britannique David Harvey, sa construction « a été perçue par beaucoup » comme un acte de pénitence pour les excès de la Commune et reste, de nos jours, un symbole politique,.
Cette association continue encore à se renforcer à l'époque contemporaine. Ainsi, l'espace vert en contrebas de la basilique est baptisé Square « Louise Michel » en 2004, du nom de la communarde Louise Michel. Régulièrement, des personnalités politiques de gauche font des déclarations alimentant dans l'imaginaire collectif l'idée d'une basilique bâtie sur le sang des communards.
La construction de la basilique du Sacré-Cœur et ses motivations exactes seront longuement débattues, à une époque où la laïcité prend une ampleur croissante en France.

### Le programme architectural

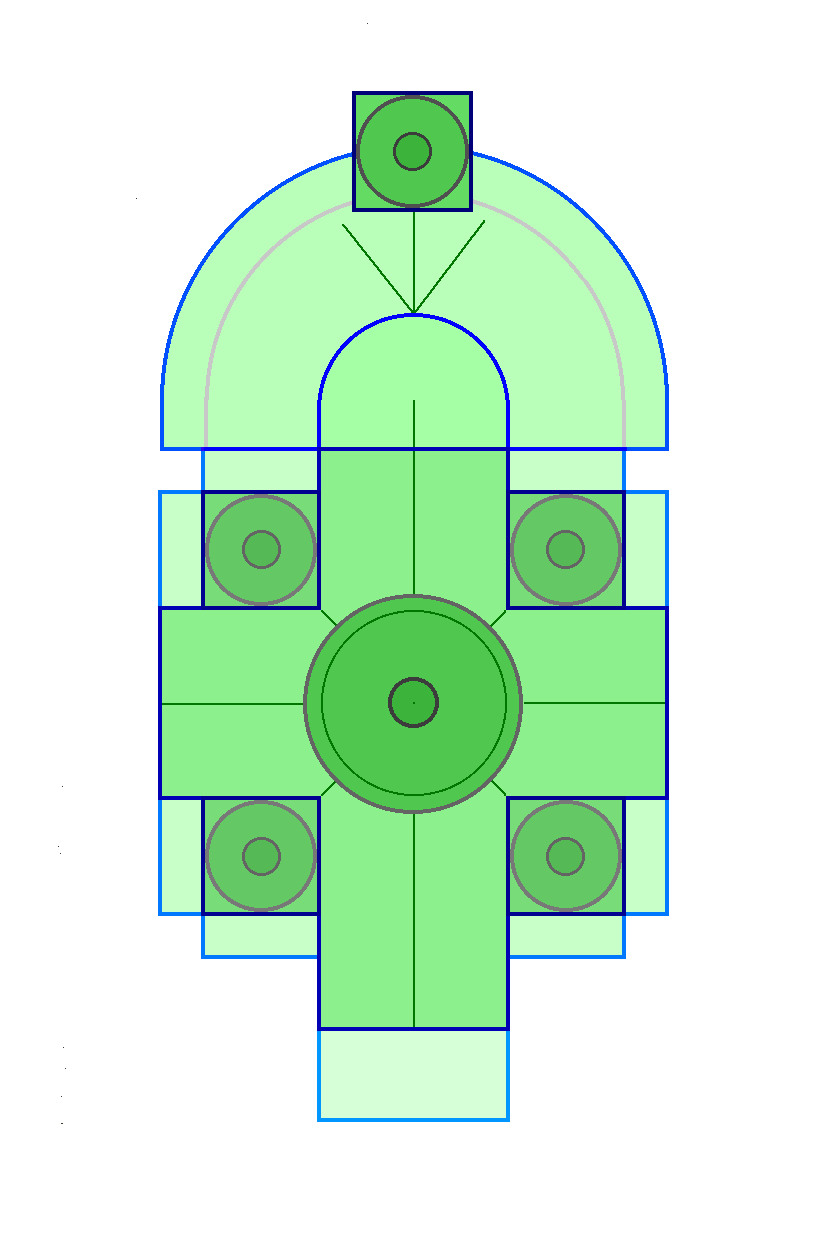
Plan des toits : plus l'intensité de la couleur verte est marquée, plus la hauteur est importante.

À cet effet, un programme est rédigé à l'intention des candidats. Certains éléments sont imposés : le site, un budget limité à sept millions de francs, une crypte, une statue monumentale du Sacré-Cœur très visible et placée à l'extérieur. Le concours recueille 78 réponses provenant de 87 concurrents regroupés en 76 équipes. Charles Garnier et six Grands prix de Rome figurent notamment parmi les candidats (Louis Boitte, Constant Moyaux, Louis Noguet, Claude Pascal, Émile Bénard et Charles Alfred Leclerc). Leurs maquettes sont exposées sur l'avenue des Champs-Élysées. 
.

### Choix de l'architecte

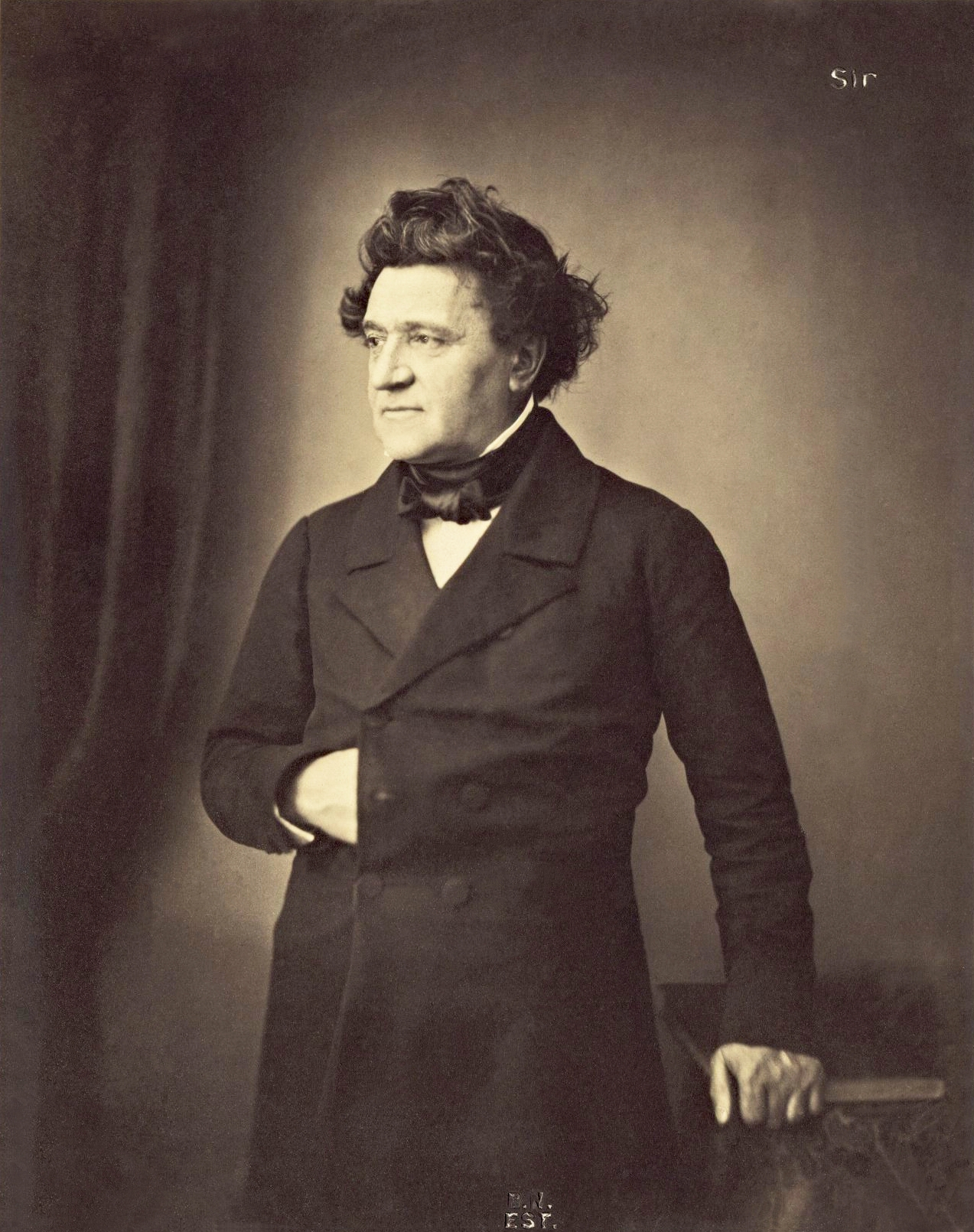
L'architecte Paul Abadie.

L'architecte Paul Abadie gagne le concours de la construction du Sacré-Cœur. Abadie conçoit une basilique romano-byzantine (avec dôme, clochetons et campanile) en réaction au style néo-baroque.
À sa mort en 1884, il est remplacé par Honoré Daumet (1884–1886) lui-même remplacé par Charles Laisné (1886–1891) qui fait intervenir dans la réalisation de vitraux le peintre-verrier Émile Hirsch. Puis se succèdent Henri-Pierre Rauline (1891–1904) qui dirige les travaux et Charles Garnier comme architecte conseil, Lucien Magne (1904–1916) et Jean-Louis Hulot (1916–1924).

### La souscription nationale
La basilique est majoritairement financée par de très nombreux Français dans le cadre d'une souscription nationale où il n'est pas demandé au fidèle de verser une somme importante mais ce qui lui est possible.
Hubert Rohault de Fleury imagine notamment « la Souscription des Pierres » qui incite les familles, les groupes et les œuvres à fournir la somme nécessaire pour l'achat d'une pierre, d'une colonne ou d'une chapelle, sur lesquels le nom complet, les initiales ou les armoiries des donateurs sont gravées. Au total, près de quarante-six millions de francs sont récoltés en un demi-siècle par les dons de près de dix millions de fidèles.

### Construction
Le 16 juin 1875, l'archevêque de Paris, le cardinal Joseph Hippolyte Guibert pose la première pierre de la basilique (un marbre rose de Bouère), non loin de l'ancien moulin de la Galette, d'où le surnom donné à la basilique par le peuple de Montmartre, « Notre Dame de la Galette ». L'œuvre est confiée à la congrégation des Oblats de Marie-Immaculée.
Détruite en 1874, la tour Solférino se trouvait à l'emplacement approximatif actuel de la basilique.
Des mois sont nécessaires afin de consolider les fondations : les galeries souterraines, les glissements et effondrements de terrain imposent la construction de 83 puits d'une profondeur de trente-trois mètres et le remplacement de 35 000 m3 de terre meuble par leurs équivalents de pierre et de ciment. Remplis de béton et reliés par de puissantes arcatures, ils font office de piliers qui vont chercher la couche solide de la butte sous la glaise,.
Dès le 3 mars 1876, l'archevêque de Paris inaugure à côté des travaux une chapelle provisoire. En 1878 débute l'édification de la crypte et, en 1881, celle de la basilique. L'intérieur de la nef est inauguré le 5 juin 1891.
La Troisième République fondamentalement anticléricale veut retirer à l'Église la jouissance de la basilique et la transformer en maison du peuple ou en théâtre. Dans un souci d'apaisement, le gouvernement Clemenceau fait voter la loi du 13 avril 1908 mettant fin au séquestre du Sacré-Cœur qui « devient propriété de la ville de Paris et ne saurait être désaffecté, sauf nouvelle loi ».
Rauline et Magne conservent le plan original d'Abadie mais ajoutent des éléments néo-Renaissance (formes des fenestrages en plein cintre, dômes élancés). Alors qu'Abadie a prévu des dômes hémisphériques romano-byzantins, Magne les remplace par des coupoles allongées au style néo-Renaissance, ce qui leur donne une forme ovale. Ce changement du message architectural d'origine vise à corriger la déformation optique que ressentent les pèlerins sur la parvis de l'église : les coupoles manquent de hauteur, si bien que l'élan vers le ciel disparaît, caché par les soubassements du sanctuaire.
Les vitraux posés entre 1903 et 1920, sont détruits pendant la Seconde Guerre mondiale et remplacés par des vitraux contemporains. Le campanile (tour-lanterne) qui, avec la croix qui le domine, se dresse à 91 mètres de hauteur est terminé en 1912, mais il faut attendre 1914 pour que l'ensemble de la façade soit achevé.
La consécration de l'église et son élévation à la dignité de basilique mineure, initialement prévue le 17 octobre 1914, est reportée à cause de l'entrée en guerre. Elle a lieu le 16 octobre 1919, célébrée par le cardinal Antonio Vico, en présence du cardinal Léon Adolphe Amette, archevêque de Paris, et de nombreux évêques, dignitaires ecclésiastiques, membres du clergé, personnalités civiles et simples fidèles. Le bâtiment est officiellement achevé en 1923 avec la finition de la décoration intérieure, notamment les mosaïques de l'abside.
Les années 1930 voient le début de la construction des annexes, sacristie, bureaux et dortoir pour accueillir les pèlerins. L'édifice n'est définitivement achevé qu'après la Seconde Guerre mondiale, dont les bombardements ont détruit les vitraux. « Au total, le programme a coûté six fois plus cher que prévu et a duré plus d'un demi-siècle ».

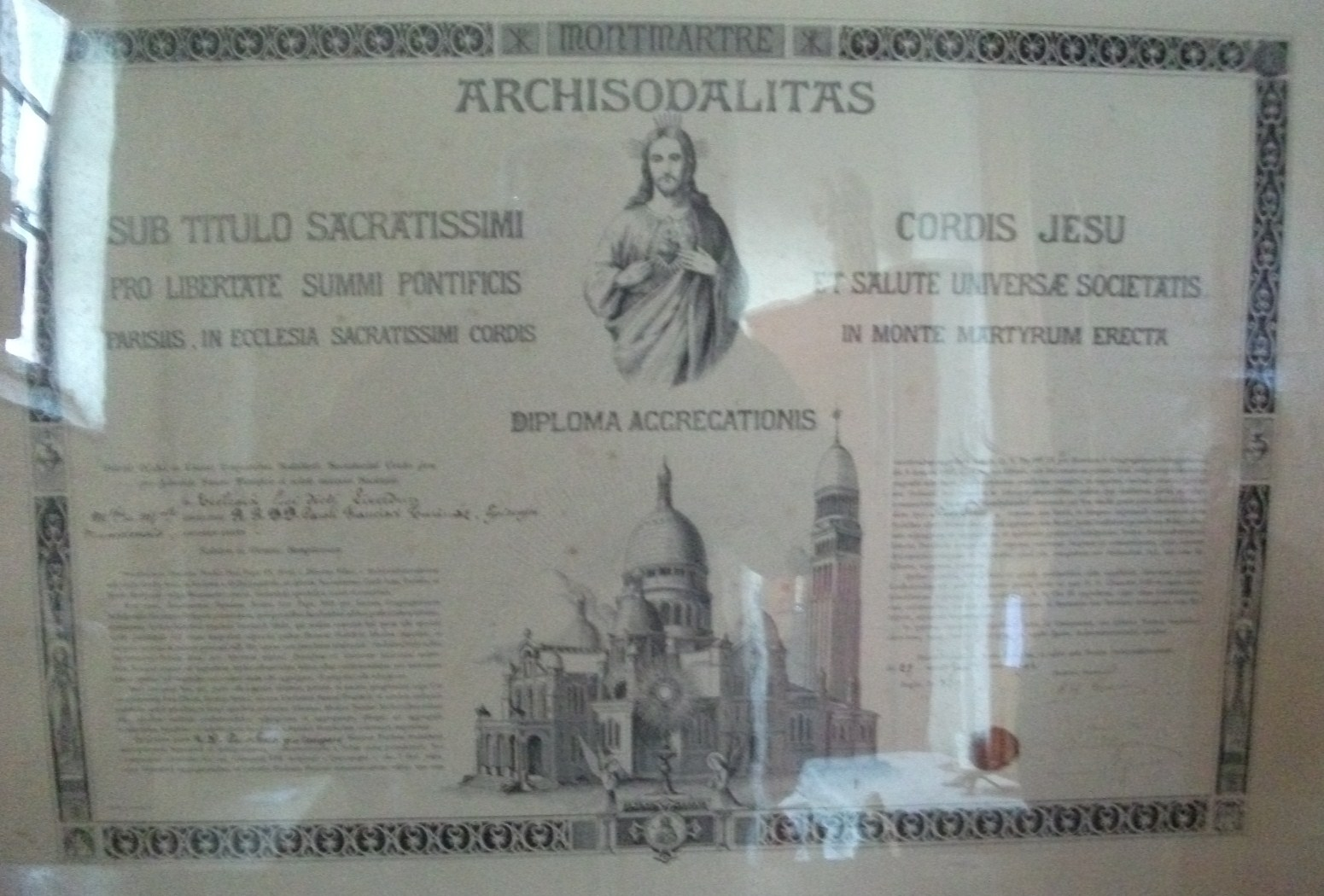
Certificat de don pour la souscription nationale de l'édification du Sacré-Cœur à Montmartre (Paris), 1873.
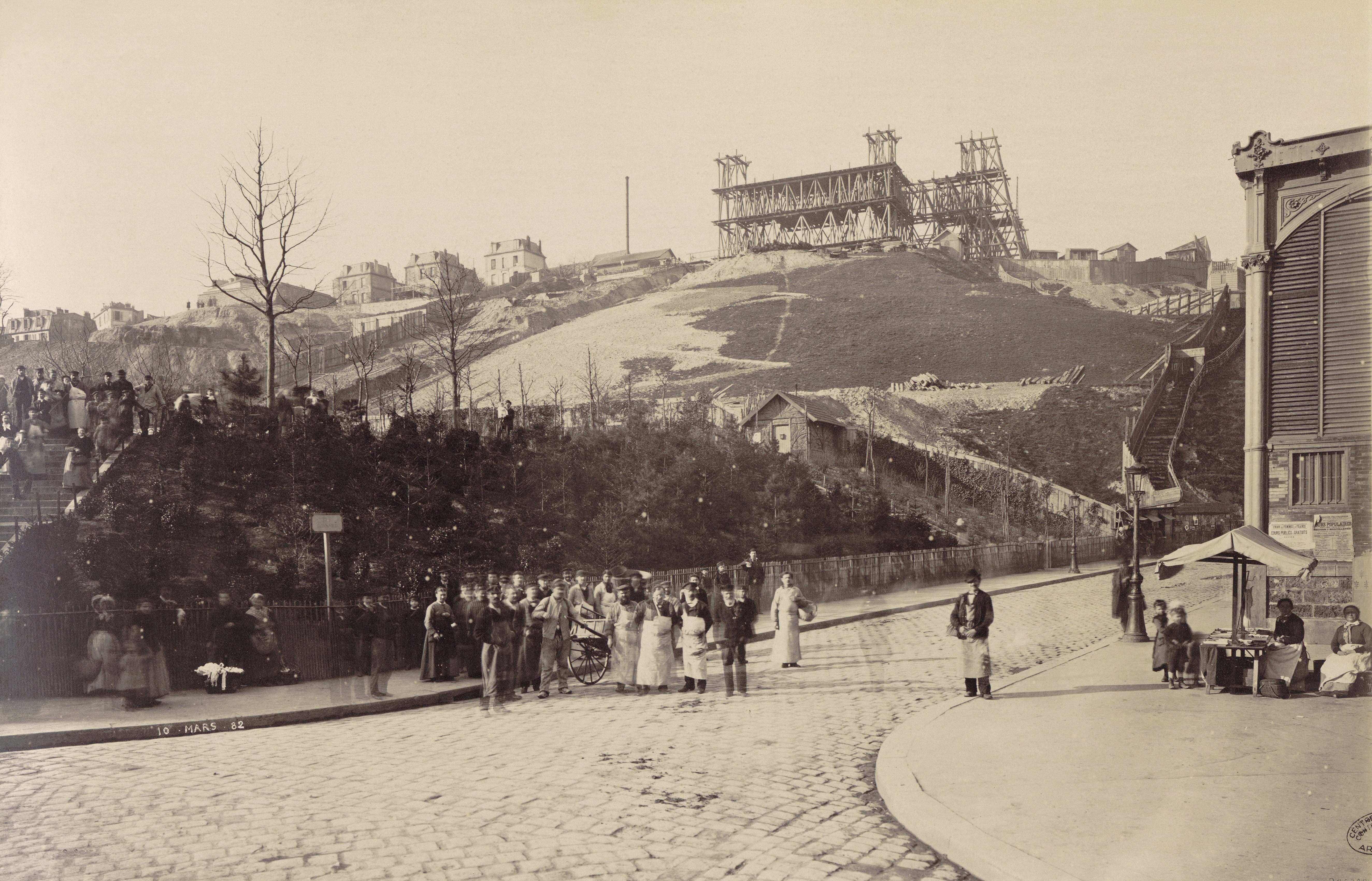
Construction du Sacré-Cœur, 1882.
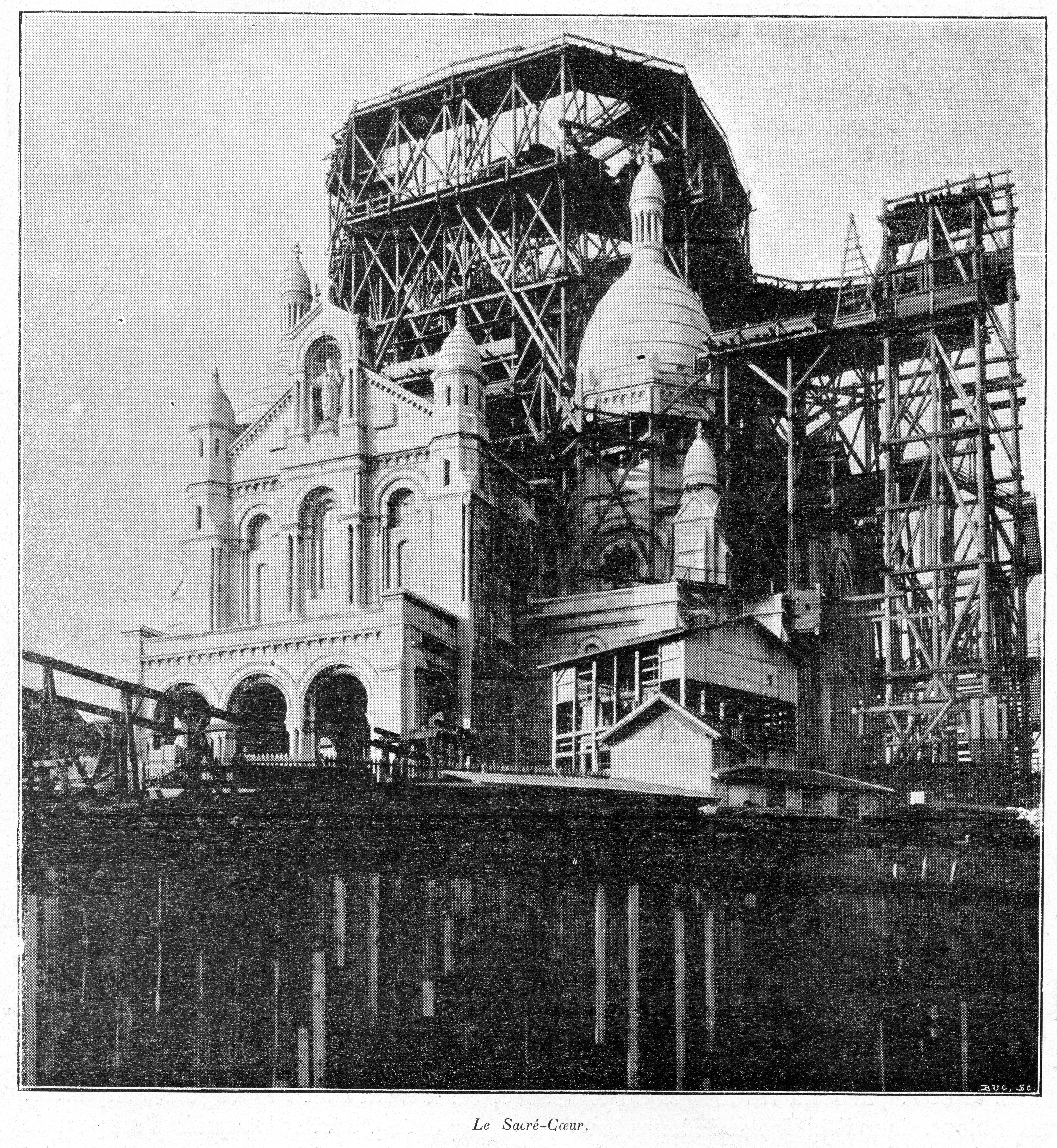
Construction du Sacré-Cœur, 1897.
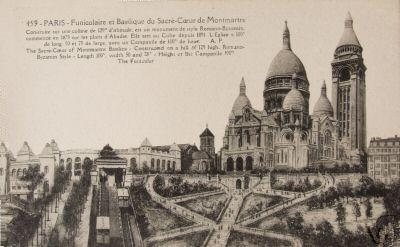
Vers 1905.
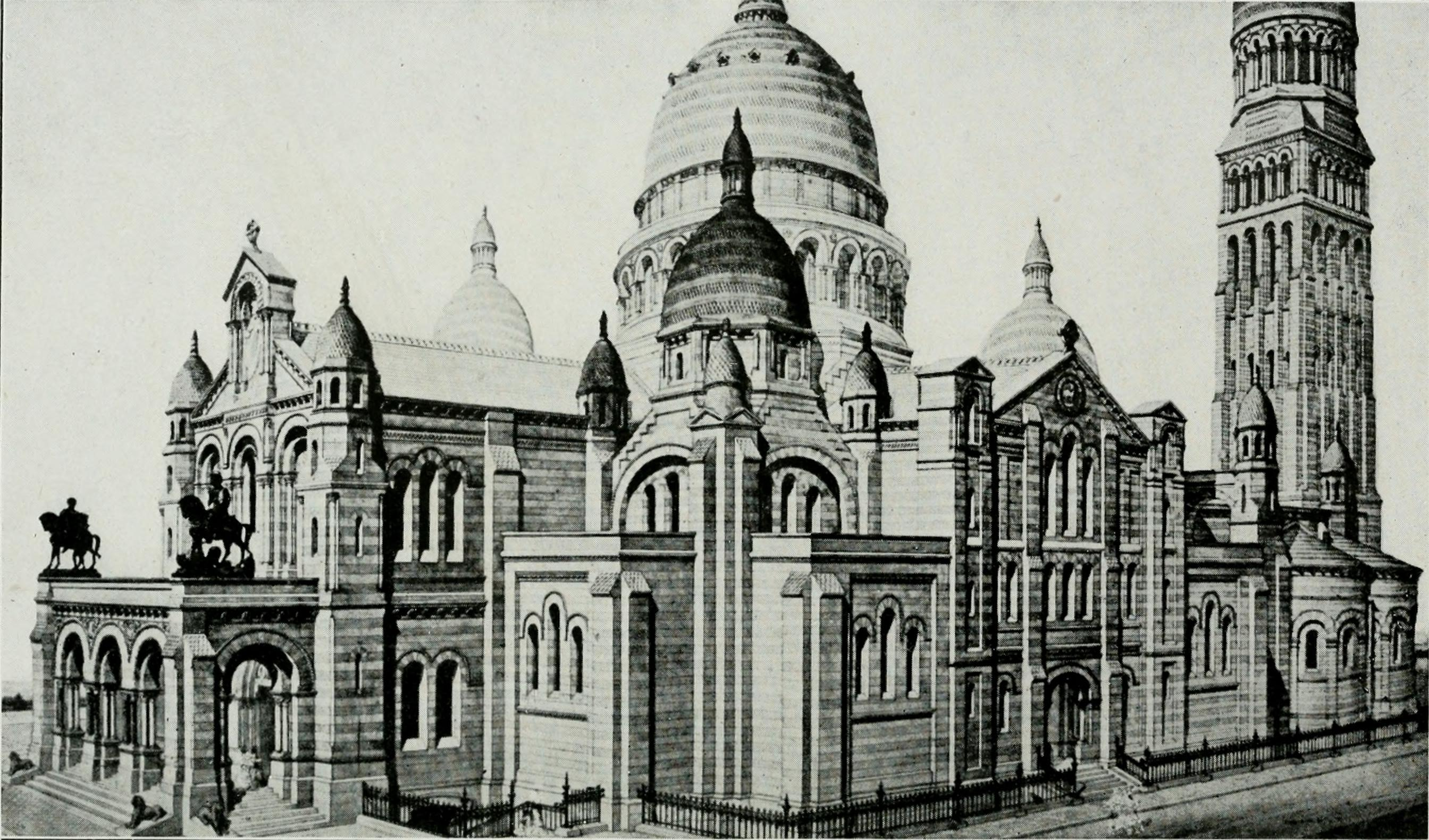
Le Sacré-Cœur du temps des Oblats de Marie-Immaculée.
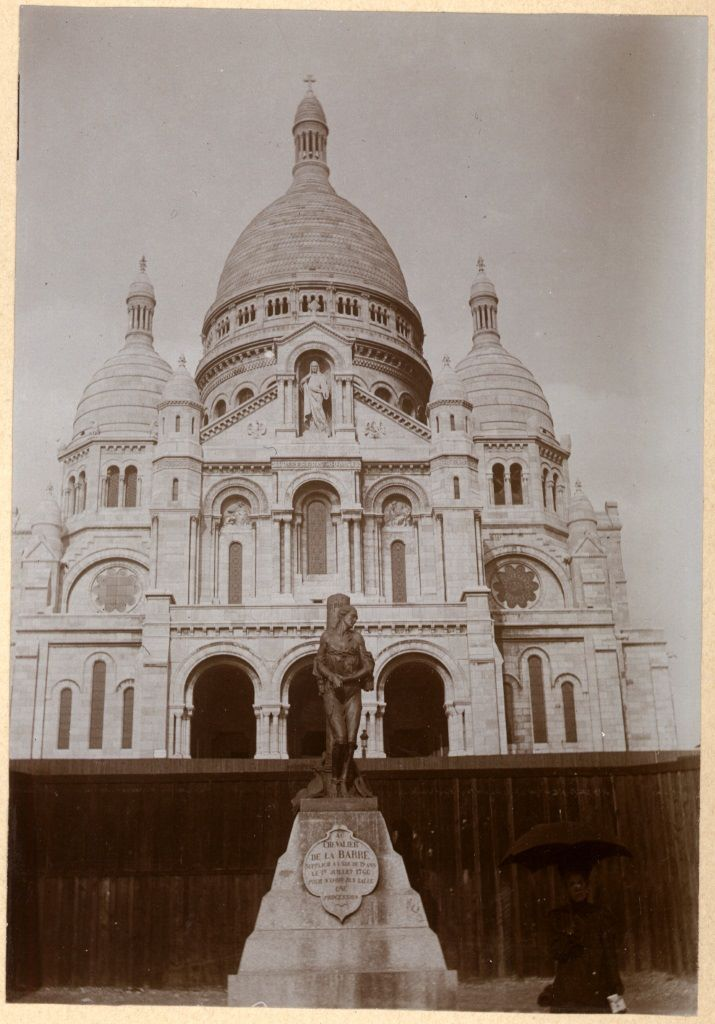
Mario Gabinio, monument au chevalier de la Barre, en arrière-plan la basilique du Sacré-Cœur en voie d'achèvement, v. 1900.

## Architecture

### Extérieurs

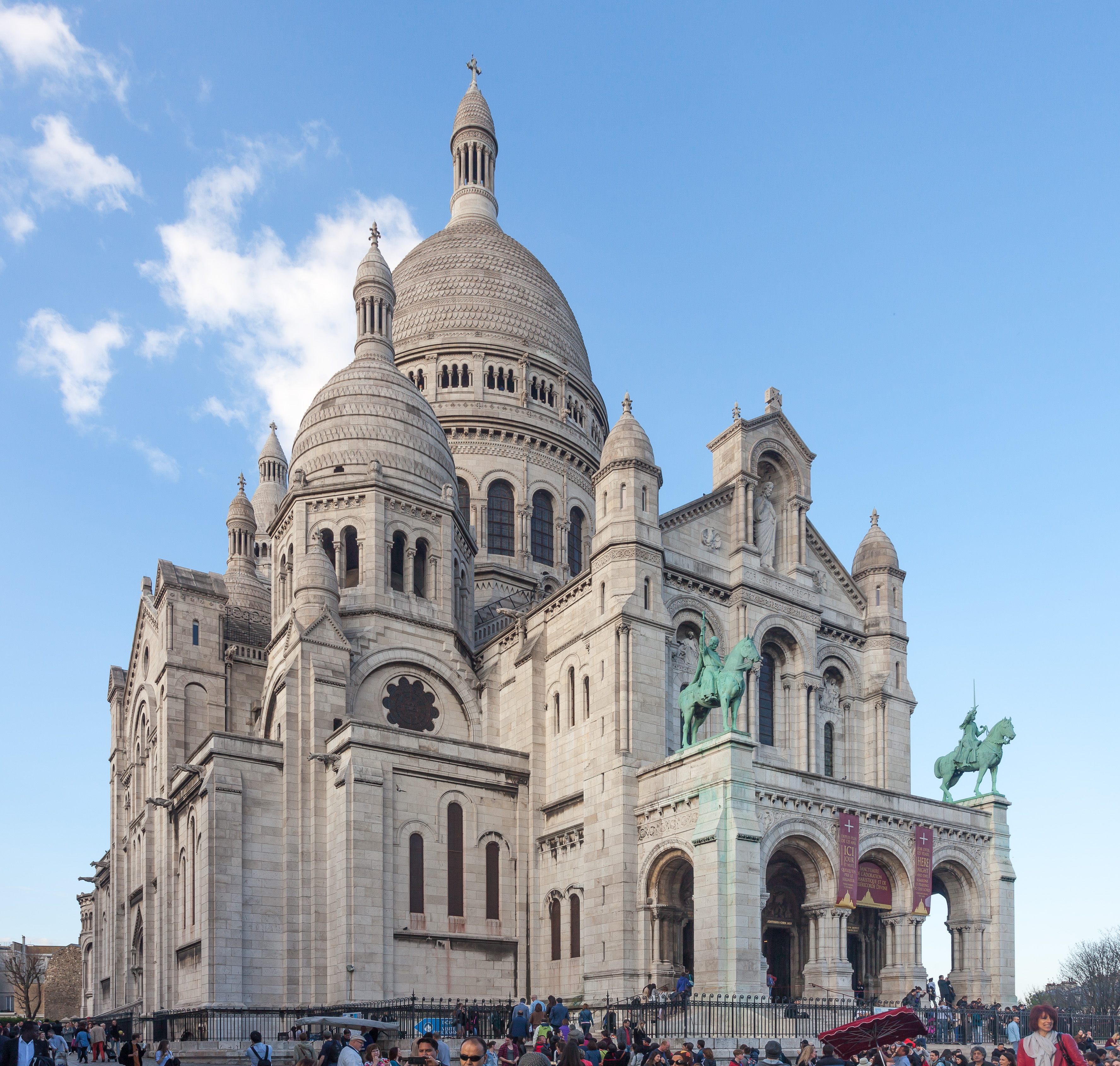
Façade méridionale avec au centre le portique à trois arches en plein cintre, sur le côté un mur percé d'un triplet de lancettes, surmonté d'un oculus polylobé et coiffé d'un dôme avec tambour ajouré de baies géminées.

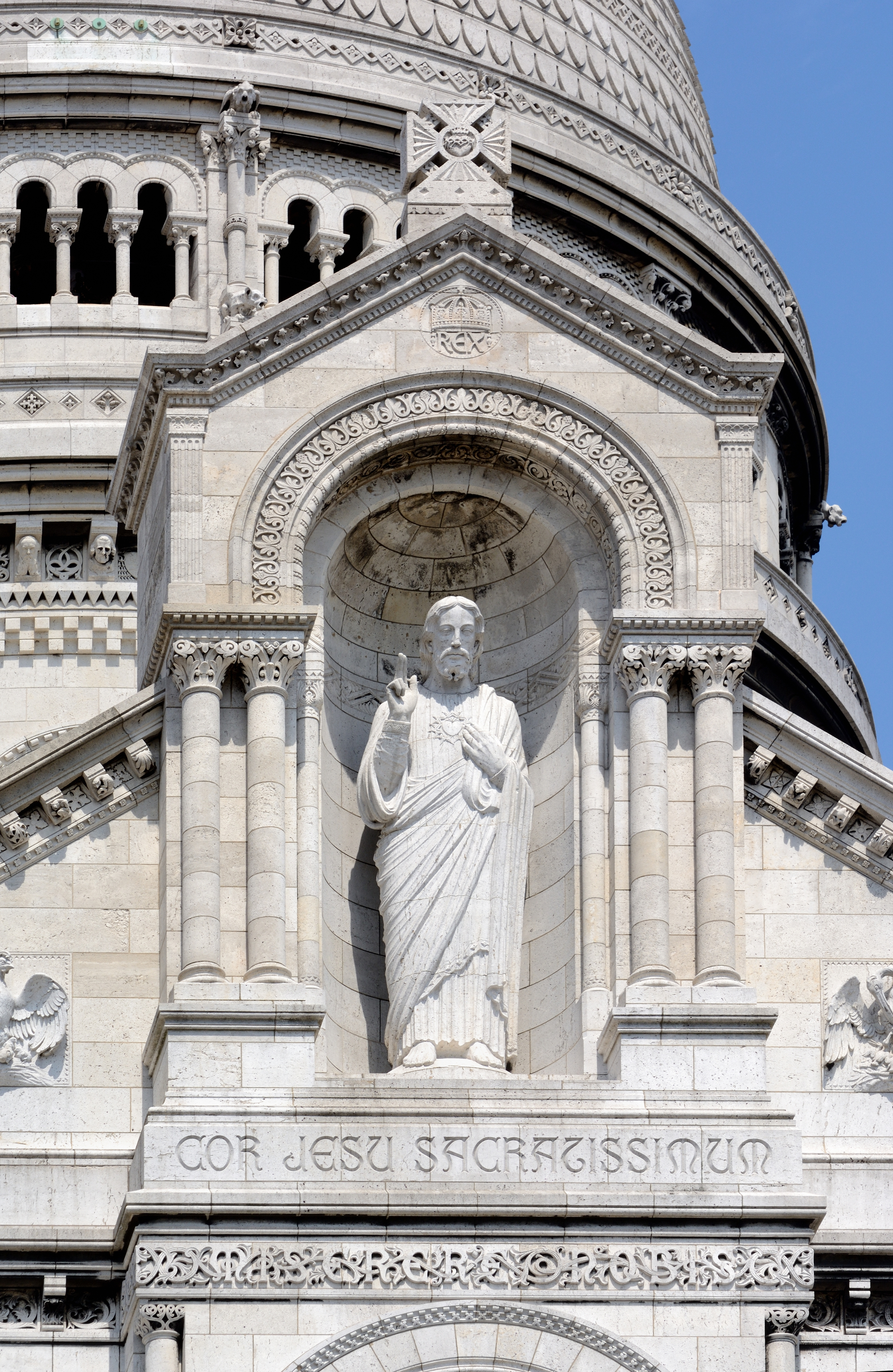
Le grand Christ, avec l'inscription sur le socle la, « Cœur très-saint de Jésus, aie pitié de nous ».

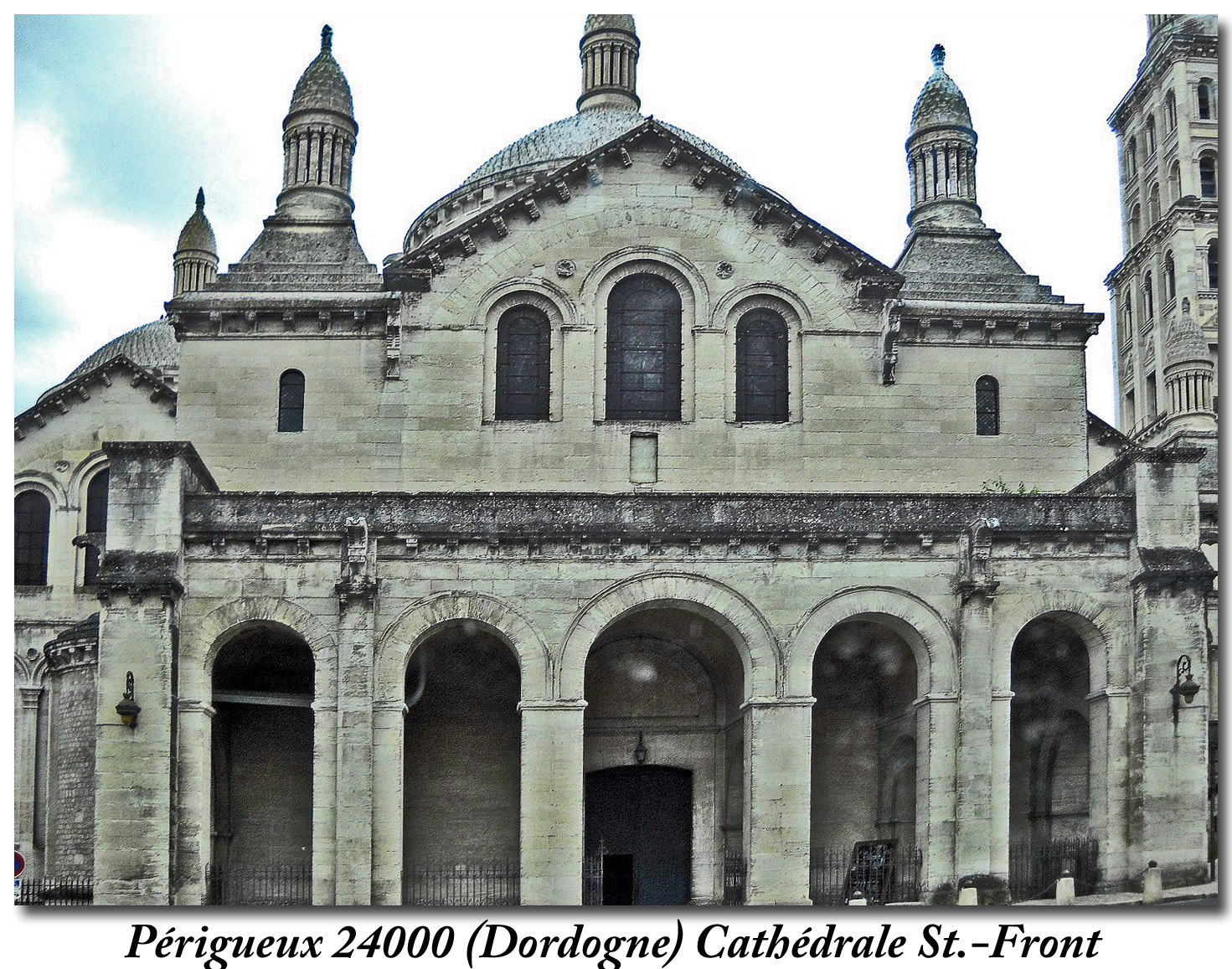
Cathédrale Saint-Front de Périgueux

La basilique n'est pas construite selon le plan basilical traditionnel. Elle est en forme de croix grecque, ornée de quatre coupoles. La coupole centrale a une hauteur sous clef de voûte de 54.94 mètres et un diamètre de 16 mètres ; son dôme central, haut de 83 mètres (c'était le point le plus élevé de Paris avant la construction de la tour Eiffel qui se veut le pendant républicain de la basilique), est surmonté d'un lanterneau formé d'une colonnade.
Un escalier en colimaçon de 237 marches permet d'accéder à la galerie intérieure et extérieure de ce dôme, la première offrant une vue sur l'intérieur de l'église et la seconde un panorama circulaire sur 30 km par temps clair.
Le style éclectique architectural de l'édifice choisi par Abadie s'inspire de l'architecture romane, de l'architecture byzantine, et particulièrement de la cathédrale Saint-Front de Périgueux, de la basilique Sainte-Sophie de Constantinople et de la basilique Saint-Marc de Venise. Il a influencé plusieurs autres édifices religieux du XXe siècle (basilique Sainte-Thérèse de Lisieux par exemple ou, plus modestement, l'église Saint-Rémi d'Amfreville-la-Mi-Voie).
Contrairement à la plupart des églises qui ont traditionnellement une orientation Est-Ouest, celle de la basilique est Nord-Sud. Le choix de cet axe original s'explique pour une raison topographique, l'étroitesse du plateau dans ce sens-là, et pour une raison symbolique, celle d'ouvrir l'église vers le centre de Paris.
La pierre retenue pour la construction n'est pas la traditionnelle « pierre de Paris » (calcaire lutétien beige tirant vers le jaune) mais un calcaire lacustre (roche blanche au grain extrêmement fin) qui provient des carrières de Château-Landon et de Souppes-sur-Loing. Elles ont également fourni des pierres pour l'arc de triomphe de l'Étoile (à partir de 1806), les assises de la tour Eiffel (1889), des parties du palais du Louvre et des Tuileries (1908). Ce calcaire a été choisi par l'architecte Paul Abadie pour ses qualités de dureté et d'auto-nettoiement au contact de l'eau, ce calcaire exsudant du calcin, ce qui garde la teinte blanche de la pierre.
La basilique repose sur le gypse au moyen de piliers qui traversent les marnes et les sables sus-jacents.
La façade méridionale présente deux étages. L'étage inférieur est formé par un porche précédé d'un escalier et divisé en trois arcades, auxquelles correspondent les trois portes en bronze de la basilique, aux tympans ornés chacun d'un bas-relief (portail à gauche, Moïse frappe la pierre du désert, par Léon Fagel ; au centre Longin perçant le Cœur de Jésus, également par Fagel ; à droite, Saint Thomas mettant sa main dans le côté ouvert de Jésus, par Hippolyte Lefèbvre). Ce porche est couvert d'une vaste terrasse ornée de balustres et de deux statues équestres amortissant les murs latéraux et installées en 1927.
La sculpture de gauche représente saint Louis brandissant son épée d'une main et la couronne du Christ de l'autre main (statue remplaçant celle de saint Georges en 1891) et la couronne d'épines, celle de droite représente Jeanne d'Arc (statue remplaçant celle de saint Martin en 1925). Cette dernière soulève une polémique car Lefèbvre voulait représenter la paysanne se battant l'épée à la main mais le Comité du monument lui imposa de la figurer cuirassée, fidèle à son image habituelle. Monument politique, la basilique est alors un enjeu nationaliste.
L'étage supérieur, séparé de l'autre par une corniche à modillons, est en retraite sur ce dernier. Il est percé par trois baies et couronné par un fronton coupé en son sommet par une niche centrale où est logée la statue du Christ au Sacré-Cœur sur la poitrine, installée depuis 1927 (œuvre en pierre de cinq mètres de hauteur, dû à Pierre Seguin). Ce Christ bénissant remplace celui de Gustave Michel, modèle présent de 1907 à 1927, ayant lui-même succédé à une statue provisoire en plâtre de Gabriel-Jules Thomas écroulée mystérieusement en 1900. Ce Christ est encadré par les bas-reliefs de Marie Madeleine et de la Samaritaine dans les tympans des baies latérales, symbolisant « sur le mode allégorique la France fille aînée de l'Église pénitente et repentie ».
Caractéristique du goût de la seconde moitié du XIXe siècle pour l'iconographie aux résonances nationalistes et anti-républicaines du saint archange luttant contre le démon (la République représentée sous la forme d'un crocodile qui symbolise un dragon)[réf. nécessaire], la statue de Saint Michel terrassant le dragon sur un des pinacles du chevet de la basilique, fondue par les Ateliers Monduit, est l'œuvre de François Sicard (1903).
Le campanile — qui aux angles extérieurs de sa loggia porte les anges sculptés par Jean Dampt — est une immense tour carrée achevée en 1914 et servant de clocher qui renferme, entre autres, la plus grosse cloche de France. Baptisée la Savoyarde, elle a été fondue à Annecy en 1895 par la fonderie des frères Paccard. Elle mesure 3 mètres de diamètre et pèse 18835 kg. Quant à son support, il pèse 7380 kg. Le marteau qui la frappe pèse quant à lui 1200 kg. Symbole nationaliste rappelant l'annexion de la Savoie, elle fut offerte à la basilique par les quatre diocèses de la Savoie, et arriva sur la butte le 16 octobre 1895, ce qui fut un événement parisien.

### Intérieurs

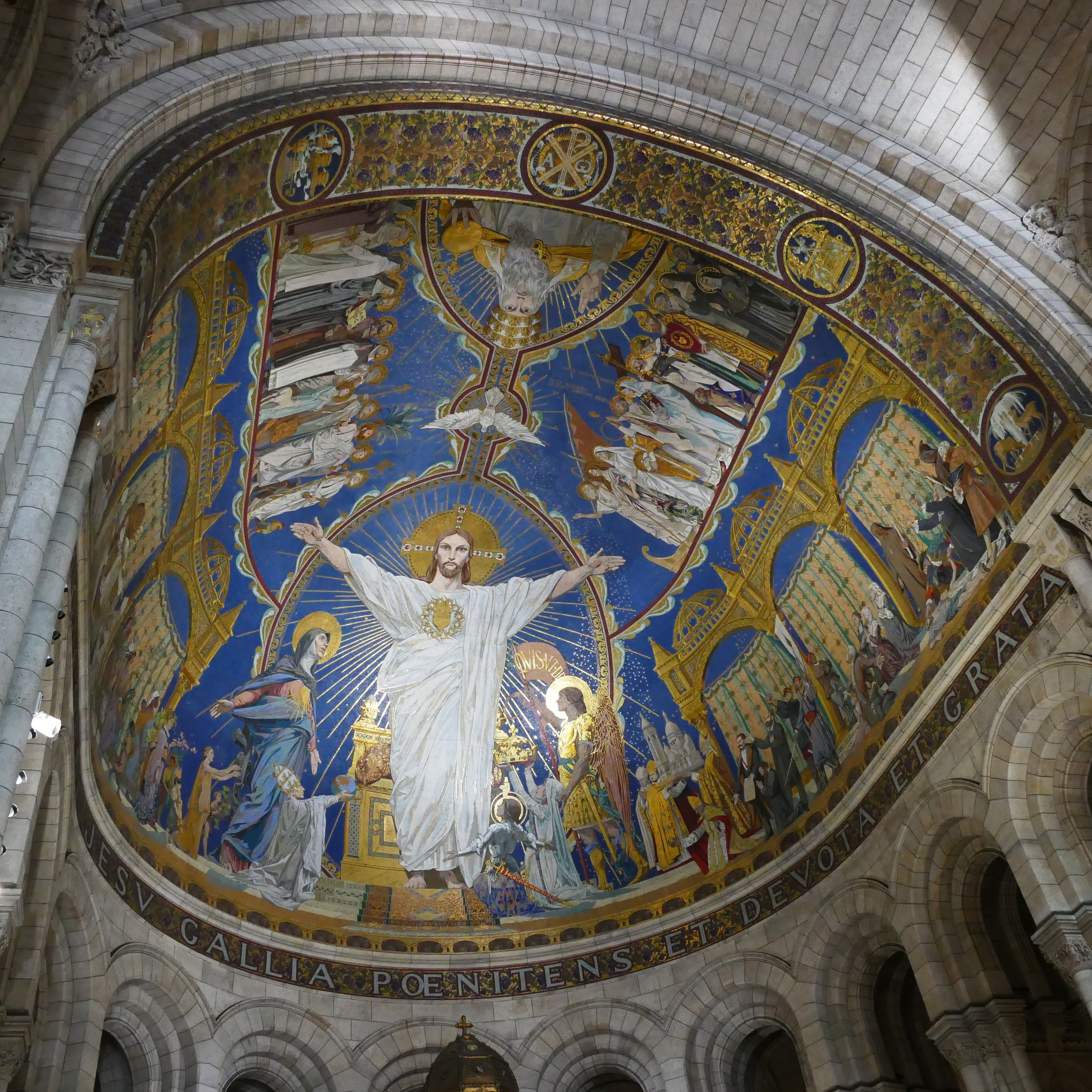
Cul-de-four de l'abside, dessin et plan de Luc-Olivier Merson, atelier de mosaïstes Guilbert-Martin (1918–1922).

En pénétrant à l'intérieur de la basilique par la porte principale, on trouve les chapelles suivantes, en commençant par la droite :
- la chapelle Saint-Michel, dite aussi chapelle des armées ;
- la chapelle Saint-Louis ou du Barreau ;
- la tribune du Commerce et de l'Industrie, terminant le transept Est ;
- la chapelle de la bienheureuse Marguerite-Marie Alacoque ;
- les sept chapelles absidiales (chapelle de Saint-François d'Assise, chapelle de Saint-Jean-Baptiste offerte par le Canada et l'ordre de Malte, chapelle Saint-Joseph, chapelle de la Vierge Marie, chapelle des Saints Luc, Côme et Damien ou des Médecins, chapelle d'Ignace de Loyola, chapelle Sainte-Ursule de Cologne) ;
- la chapelle de Saint-Vincent de Paul ;
- la tribune de l'Agriculture, terminant le transept Ouest ;
- la chapelle des reines de France ;
- la chapelle de Notre-Dame de la Mer.

Le cul-de-four de l'abside du chœur est décoré d'une mosaïque la plus grande de France. Réalisée avec des Émaux de Briare, elle couvre une superficie de 473,78 m2. Elle a été conçue selon le dessin de Luc-Olivier Merson et exécutée, de 1918 à 1922, par les mosaïstes parisiens de l'atelier Guilbert-Martin. La mosaïque monumentale représente le Sacré-Cœur de Jésus (entouré de la Vierge Marie et de saint Michel, et, agenouillés, le pape Léon XIII et Jeanne d'Arc) tel qu'il est glorifié par l'Église catholique et la France. À sa base, la phrase en latin (SACRATISSIMO CORDI JESU, GALLIA PŒNITENS ET DEVOTA ET GRATA), sur la frise, signifie : « Au Cœur très saint de Jésus, la France pénitente, fervente et reconnaissante ».

#### La crypte
La crypte qui a la même disposition que l'église, est une des curiosités de la basilique. Un saut-de-loup, large de quatre mètres, l'entoure et l'éclaire, grâce aux fenêtres et oculi percés dans le mur. L'espace central de la crypte est occupé par la chapelle de la Pietà qui contient, outre une statue monumentale de la Vierge au pied de la Croix (œuvre dominant l'autel, de Jules Coutan en 1895), des tombeaux liés aux personnages importants qui ont marqué ce lieu sacré (des caveaux creusés sous cette chapelle des morts contiennent les sépultures des cardinaux Guibert et Richard) et la première pierre de la basilique. Les promenoirs du déambulatoire desservent sept chapelles latérales à l’est, et sept chapelles latérales à l’ouest correspondant aux bas-côtés de la basilique.
La chapelle absidiale, dédiée à la Sainte Famille, est surmontée d’une statue du Sacré-Cœur. Œuvre de Robert Falcucci réalisée en 1960, elle représente le Christ, bras grand ouverts et cœur en avant. Une chapelle dédiée à saint Pierre, élevée sur plusieurs gradins, entourée de colonnes, domine la crypte et correspond au chœur de la basilique.

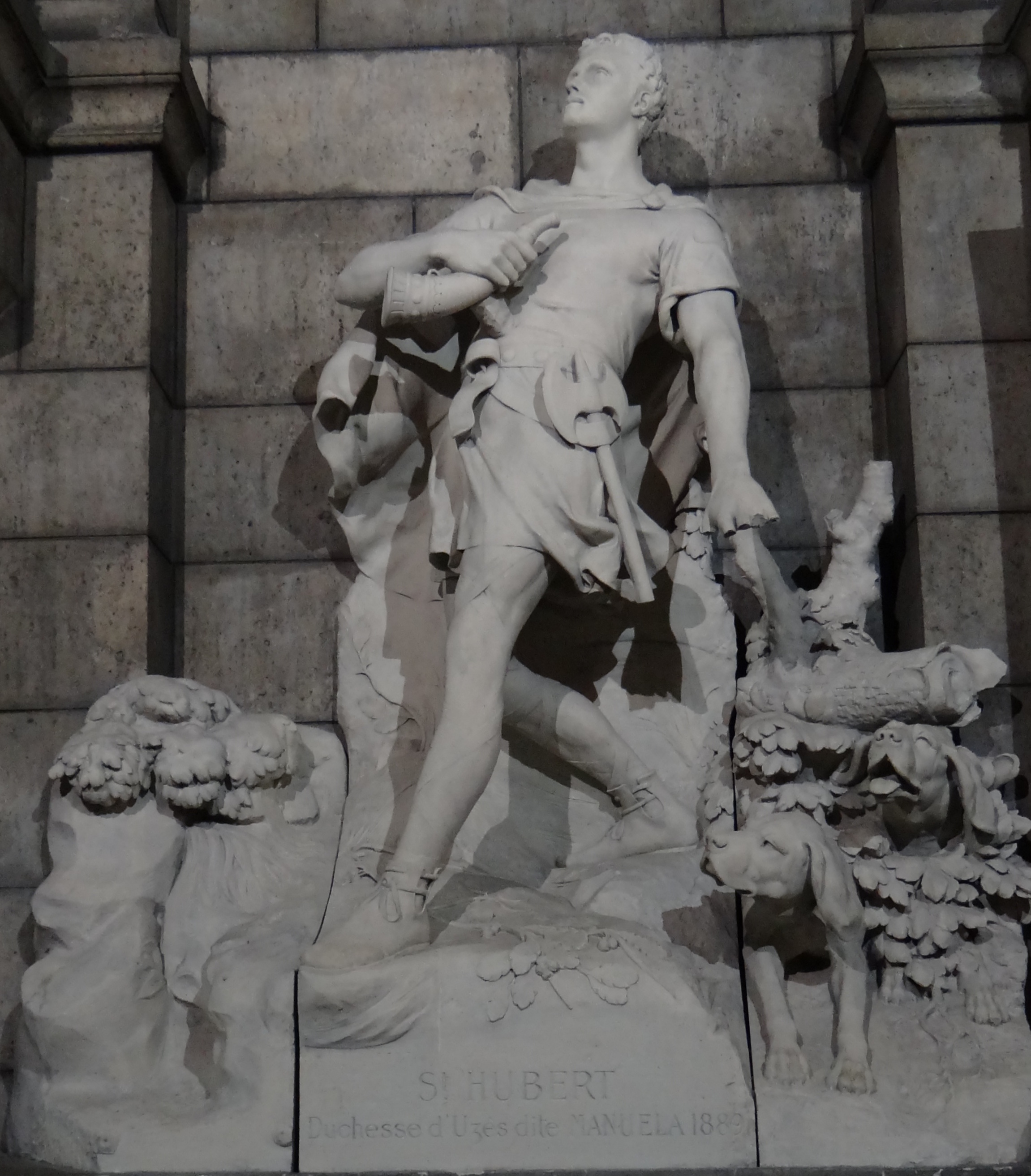
Saint Hubert de Liège sculpté par Anne de Rochechouart de Mortemart, la duchesse d'Uzés dite Manuela (nom de sculpteur) 1889.
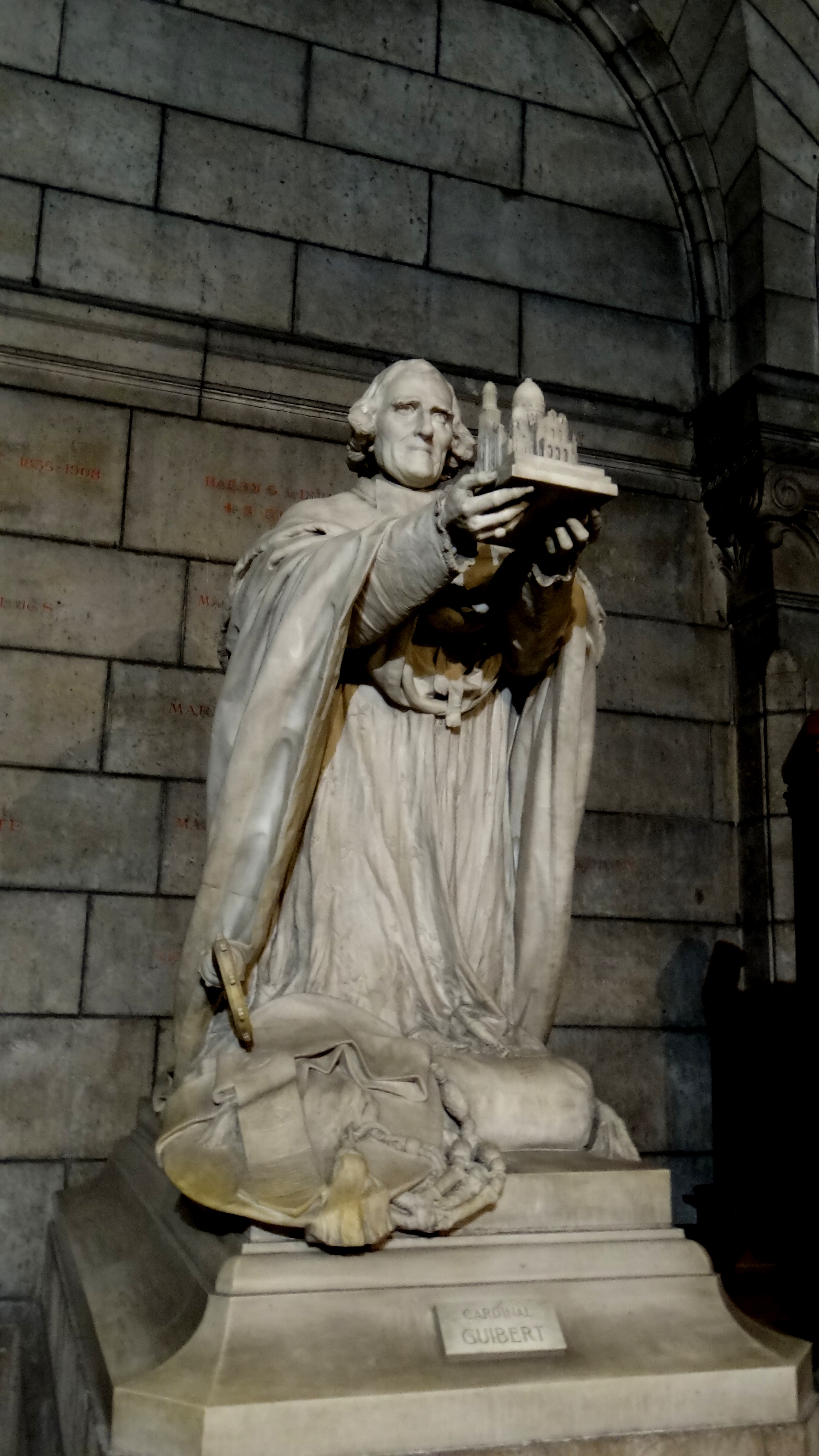
Statue du cardinal Joseph Hippolyte Guibert.
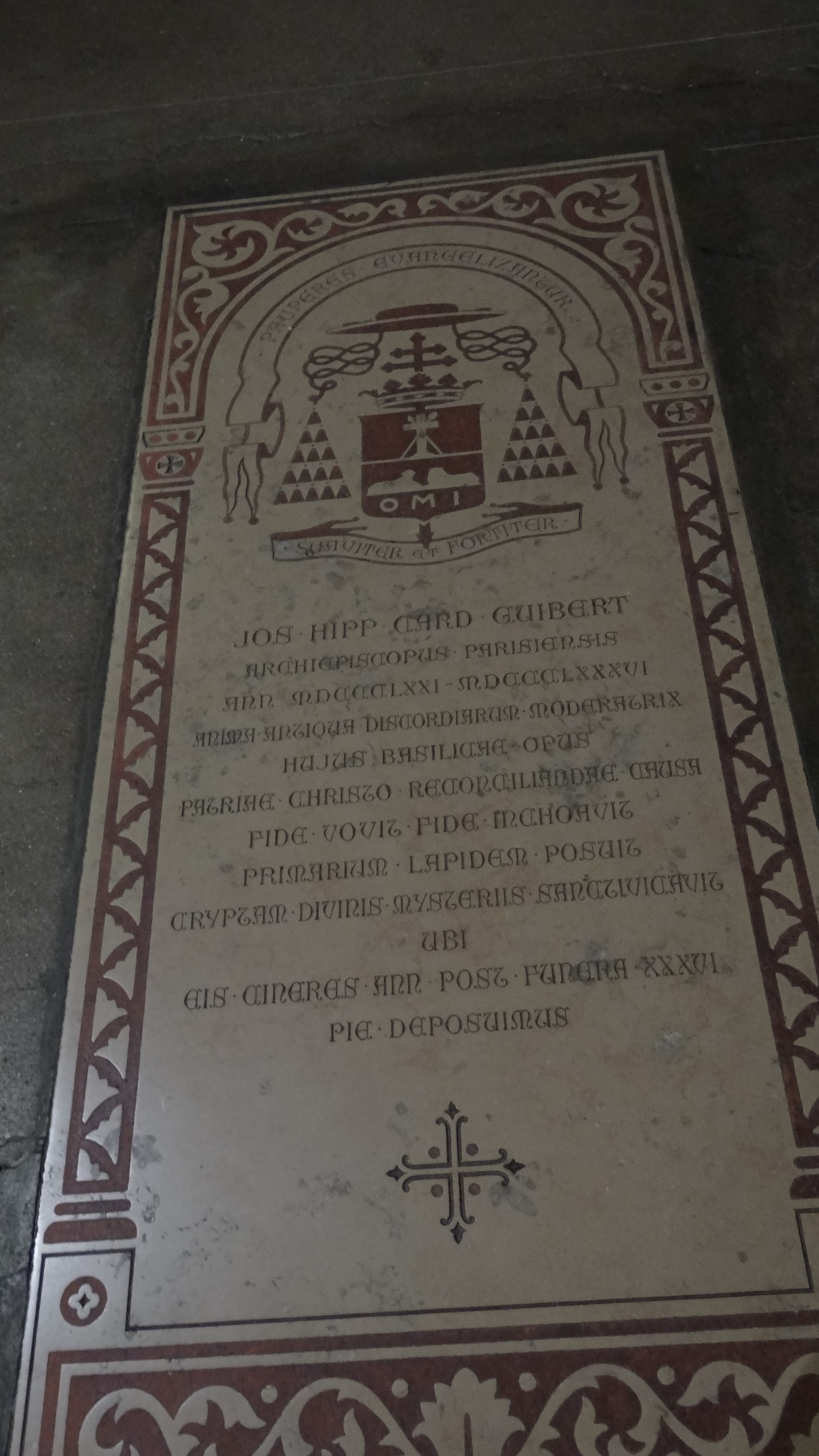
Le cardinal Joseph Hippolyte Guibert - dalle funéraire.
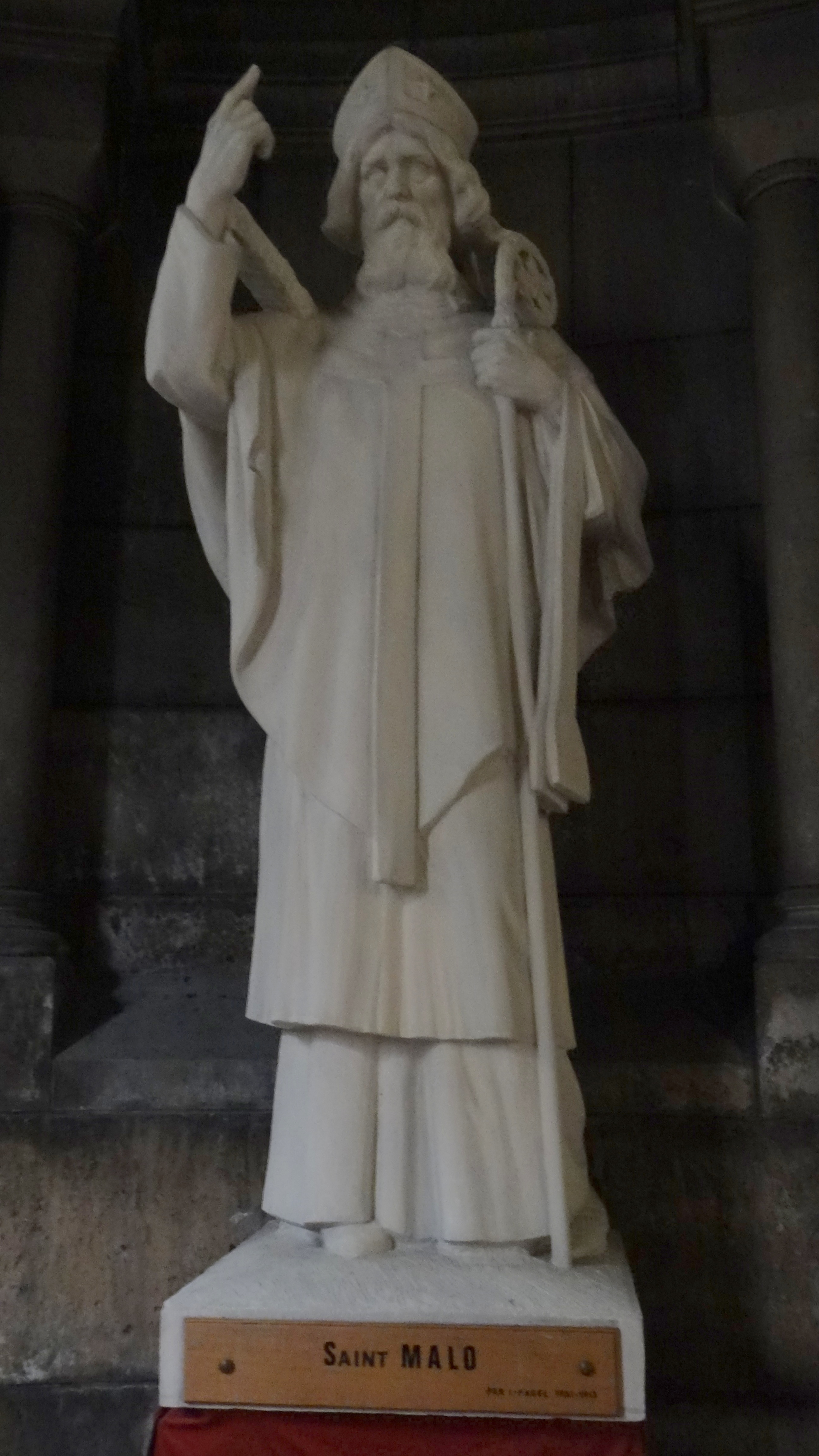
Saint Malo par Léon Fagel.
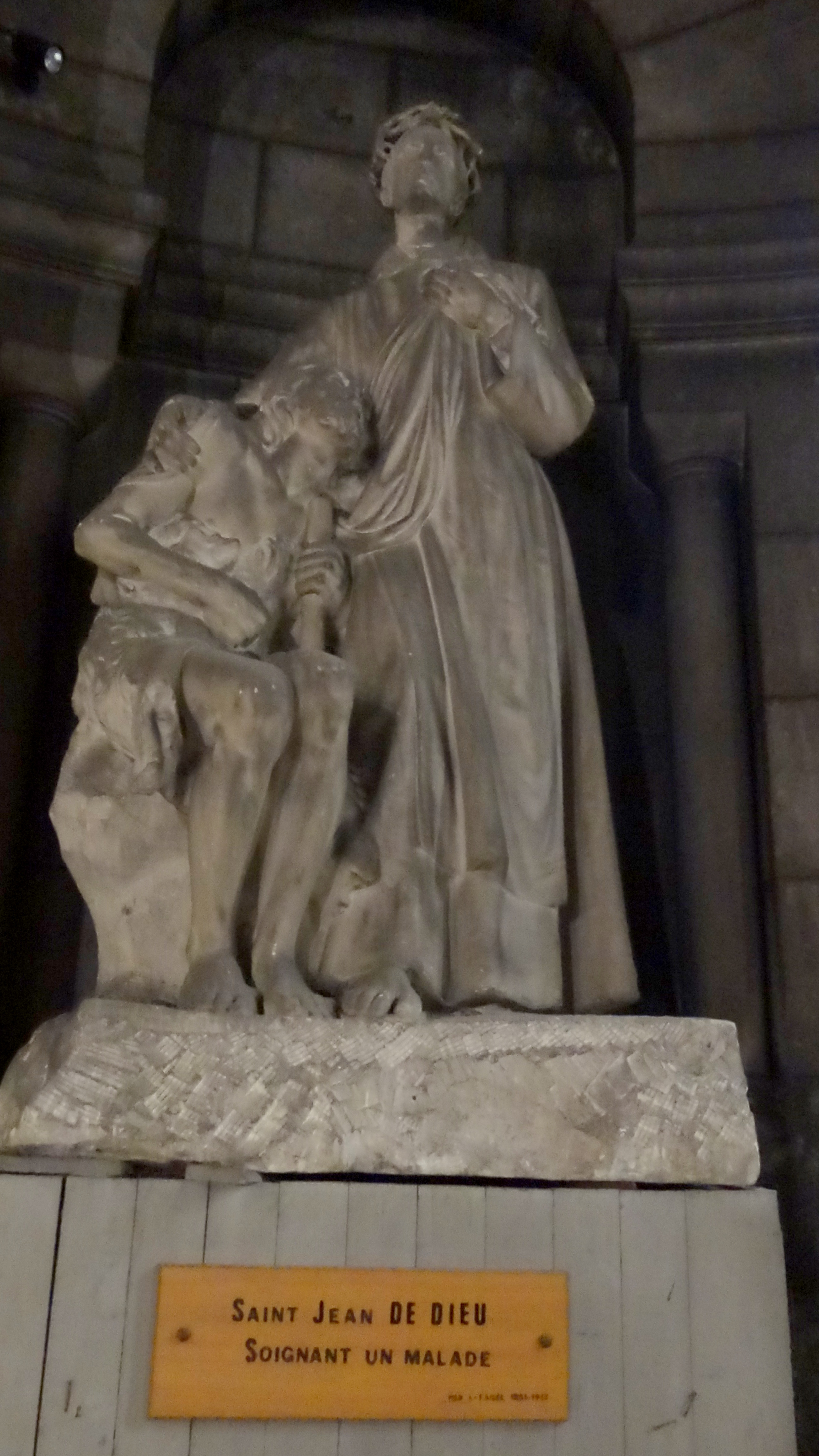
Saint Jean de Dieu soignant un malade par Léon Fagel (1851–1913)
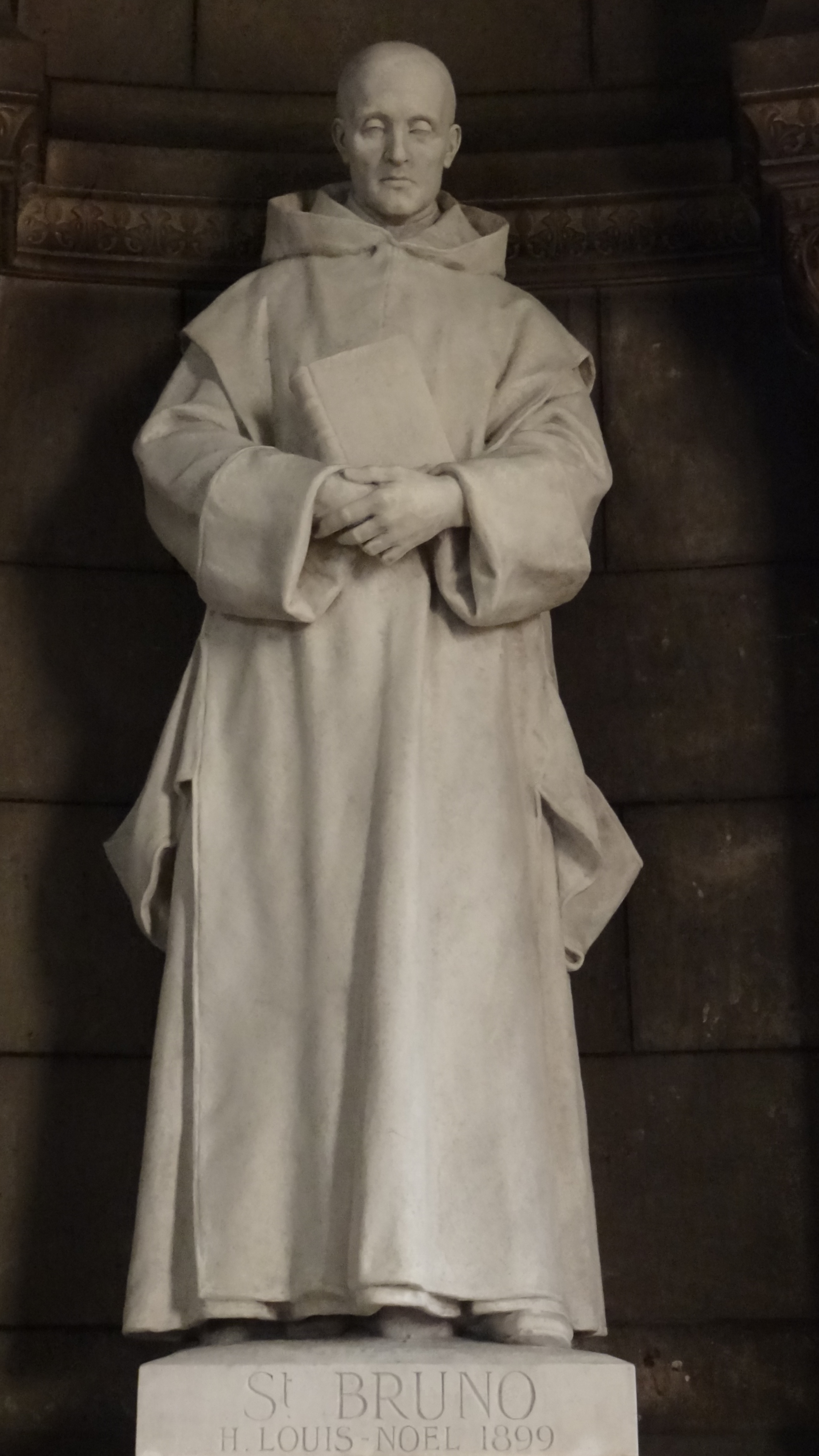
Saint Bruno le Chartreux par Louis Noël - 1899.

#### Mobilier et statuaire
L'aménagement intérieur comprend :

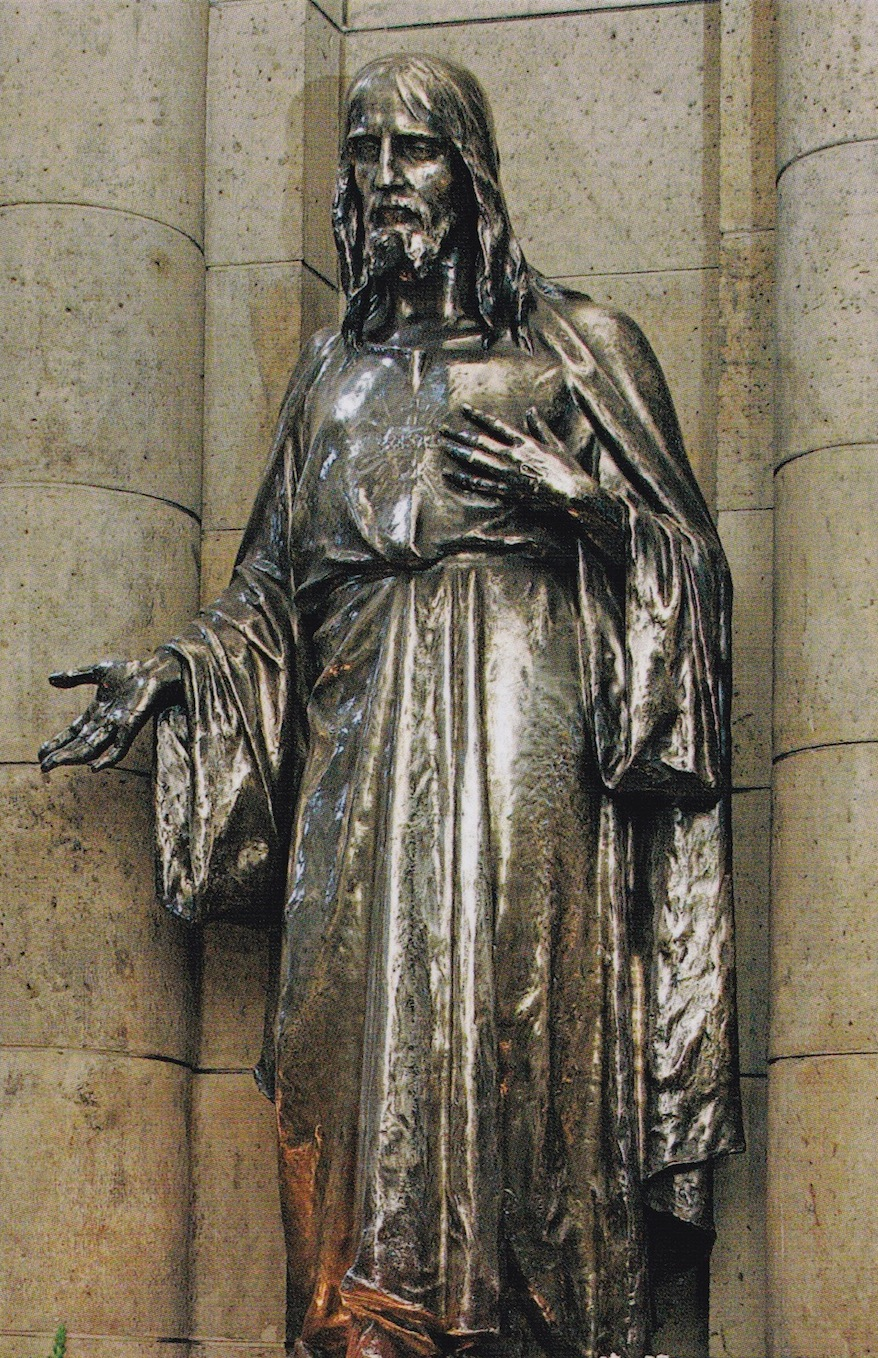
Sacré-Cœur du Christ témoignant de son amour pour les hommes, statue en argent d'Eugène Bénet (1912).

La chapelle Saint-Michel ou de l'Armée, ornée d'ex-voto militaires, placée aussi sous le patronage de sainte Jeanne d'Arc. La statue de saint Michel qui surmonte l'autel est l'œuvre de Louis Noël, celle de Jeanne d'Arc est de Léon Fagel.
Dans la chapelle Saint-Louis, offerte par le barreau et la magistrature, les bas-reliefs de l'autel comprennent la remise de la Couronne d'épines par saint Louis à l'évêque de Paris, œuvre d'Hippolyte Lefèbvre et des mosaïques de Saint-Louis réalisées par Pascal Blanchard
La chapelle ou tribune du Commerce et de l'Industrie, terminant le transept Est, est due aux souscriptions des habitants de Lyon et de Tourcoing. Dans la grande verrière de la Vierge d'après Henri-Marcel Magne, des anges lui présentent la basilique de Fourvières et les armes de Lyon tandis que sur les vitraux latéraux, des anges portent les armes et la devise de Tourcoing. La chapelle de Marguerite-Marie Alacoque comprend un luxueux autel de bronze.
Les chapelles absidiales sont dédiées à saint Benoît Labre et saint François d'Assise, à saint Jean-Baptiste et saint Jean-Paul II (souscription par le Canada et l'ordre de Malte), à Saint-Joseph, à la Vierge (chapelle du Saint-Cœur-de-Marie avec une statue de Notre-Dame de la Paix de Gustave Crauk, surmontant un autel en marbre de Carrare), à Saints Luc, Côme et Damien (souscrite par deux associations de médecins, elle est dite chapelle de la Médecine), chapelle saint Ignace de Loyola, chapelle sainte Ursule de Cologne.
La chapelle saint Vincent de Paul est souscrite par les Pères Lazaristes, par les Filles de la Charité et la Société de Saint-Vincent-de-Paul.
La tribune Saint-Isidore de Séville ou chapelle de l'Agriculture, souscrite par un comité d'agriculteurs nantais, comprend une verrière de la Nativité de Marcel Magne.
La chapelle de Sainte-Radegonde de Poitiers, Sainte-Clotilde et Sainte-Bathilde ou des Saintes reines de France, due principalement au diocèse de Poitiers, est ornée d'un autel en marbre de Carrare avec colonnes de jaspe.
La chapelle de la Marine comprend une statue de la Stella Maris par Léon Fagel.
Le maître-autel en marbre de Sienne dans le chœur est de Henri-Pierre Rauline. Le retable de Lucien Magne est orné d'une représentation du Christ en croix, entouré de chaque côté des apôtres. Le tabernacle est surmonté d'un ciborium en argent doré : conçu en 1902, il est orné de deux anges supportant l'ostensoir qui renferme le corps divin. Devant ce maître-autel, l'autel doré provient de la crypte de la basilique.
Le sculpteur Hippolyte Lefèbvre (1868–1937) exécute une grande partie du décor sculpté de la basilique, notamment « les bas-reliefs de La crucifixion avec Marie et Jean et des douze apôtres du grand retable du maître-autel datant des années 1905–1907 et les monuments funéraires des cardinaux François Richard de La Vergne et Léon Adolphe Amette créés en 1912 et 1923 ».
Les symboles des quatre évangélistes du campanile ont été sculptés par Henri Bouchard (1875–1960), en 1911. La statue du Sacré-Cœur-du-Christ en argent, qui se trouve à droite du chœur, est due au sculpteur Eugène Bénet. La statue de la Vierge à l'Enfant en argent qui se trouve à gauche du chœur est due à Paul Brunet[réf. nécessaire].

#### Grands orgues

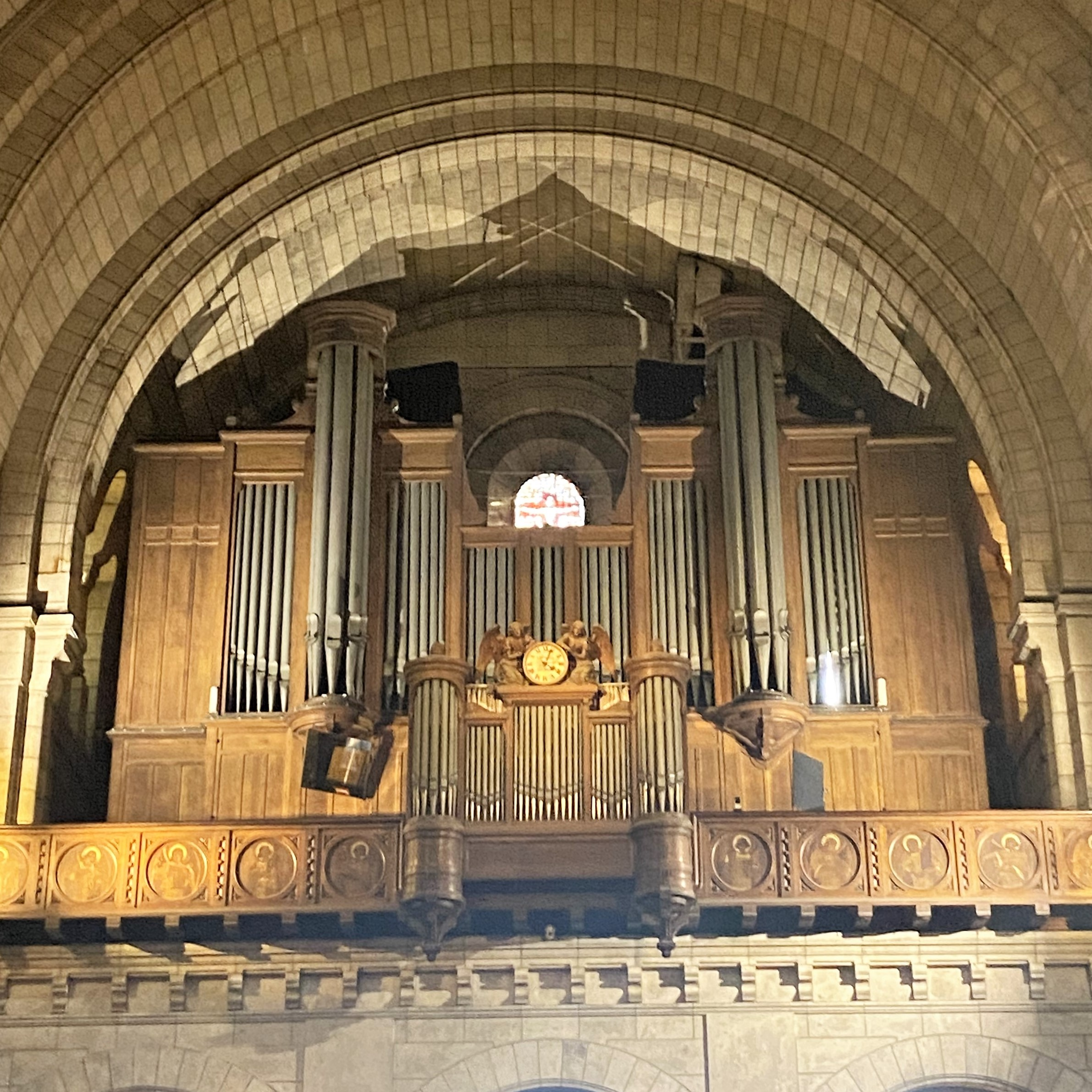
Le Grand orgue Cavaillé-Coll.

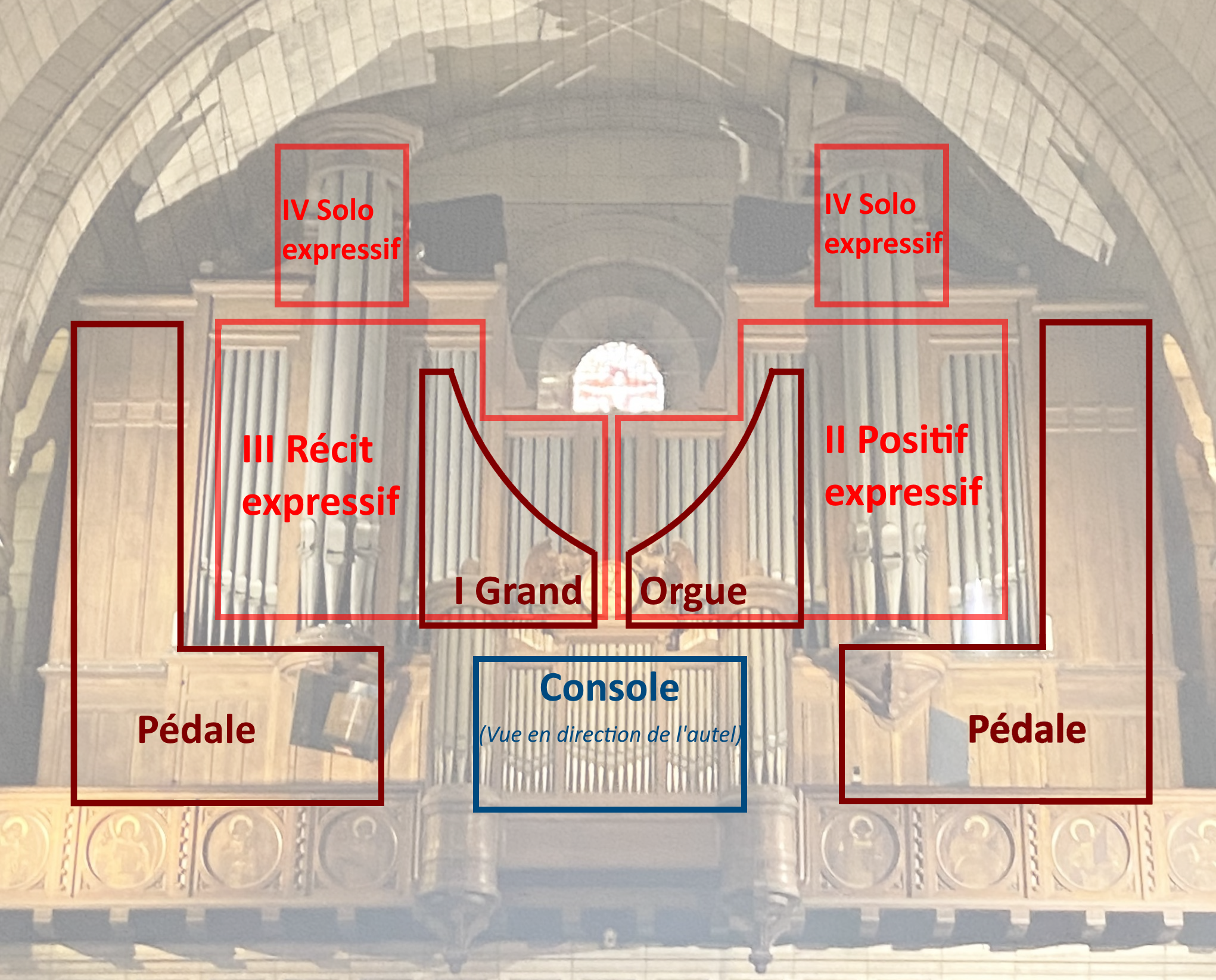
Plan d'orgue de tribune.

Les Grandes orgues de la basilique du Sacré-Cœur ont été construites par le célèbre facteur d'orgues Aristide Cavaillé-Coll en 1898 pour le château que le baron Albert de L'Espée, grand amateur d'orgue, venait de faire construire à Ilbarritz (le château d'Ilbarritz). Cet orgue est le dernier grand instrument de Cavaillé-Coll, doté à l'époque de 70 jeux répartis sur quatre claviers manuels de 61 touches et pédalier de 32 marches. Après la mort du baron et la vente de sa demeure et après avoir passé plus de dix années dans les entrepôts Cavaillé-Coll-Mutin, l'orgue fut racheté par la basilique qui n'en possédait pas. Il y fut inauguré (après quelques modifications) le 16 octobre 1919 par Charles-Marie Widor, Marcel Dupré et Abel Decaux qui en est le premier titulaire. L'instrument subit quelques modifications en 1930–1931, effectuées par la Société fermière des établissements Cavaillé-Coll.
Après un relevage effectué par Jean Perroux (qui supprime les trois rangs aigus du cornet du solo) en 1948, des transformations plus importantes sont confiées en 1959 à la maison Beuchet-Debierre, sous la direction de Rolande Falcinelli et Marcel Dupré. Certains jeux sont modifiés, recoupés, décalés, et échangés entre claviers. Le principal du positif est accordé en Unda Maris et une cymbale est ajoutée à ce clavier, de même qu'un principal 4 prend au récit la place du basson-hautbois, transféré sur la laye des jeux de combinaisons. Les mixtures sont recomposées, le trémolo du solo supprimé et deux jeux ajoutés à ce clavier. De plus, à la demande du vicaire, qui souhaite que la rosace soit dégagée, le facteur d'orgues supprime la partie centrale du buffet, qui est défiguré. Cette modification entraîne en outre la séparation de la boîte expressive du solo en deux parties, placées chacune à une extrémité de l'orgue. Joseph Beuchet propose l'électrification des transmissions afin de résoudre certains problèmes dus à cette nouvelle disposition, mais Marcel Dupré s'y oppose formellement, ce qui permet à la console de Cavaillé-Coll de rester en place.
L'instrument se dégrade au fil des années, jusqu'à devenir quasiment injouable. Sa restauration est programmée au début des années 1980, sous la direction de Daniel Roth, visant à supprimer les ajouts de 1959 au profit de jeux plus en rapport avec son esthétique. Ainsi, la cymbale du positif est remplacée par un cornet progressif, le basson 8 de Mutin transformé en basson 16, le plein-jeu du récit recomposé (avec résultante de 16), le principal 4 remplacé par une octave 4, les trois rangs aigus du cornet du solo restitués, entre autres modifications. L'instrument est inauguré en 1985.
Actuellement entretenu par Bernard Dargassies, l'orgue est très empoussiéré par la suie générée par les cierges. Sa restauration est à l'étude.
Les titulaires actuels sont Gabriel Marghieri, également organiste au sanctuaire Saint-Bonaventure à Lyon, et Philippe Brandeis, également co-titulaire de l'orgue de Saint-Louis des Invalides. Claudine Barthel est titulaire depuis 1969, elle était également titulaire aux églises Sainte-Geneviève et Notre-Dame-du-Perpétuel-Secours à Asnières-sur-Seine.

## Galeries

Vues intérieures
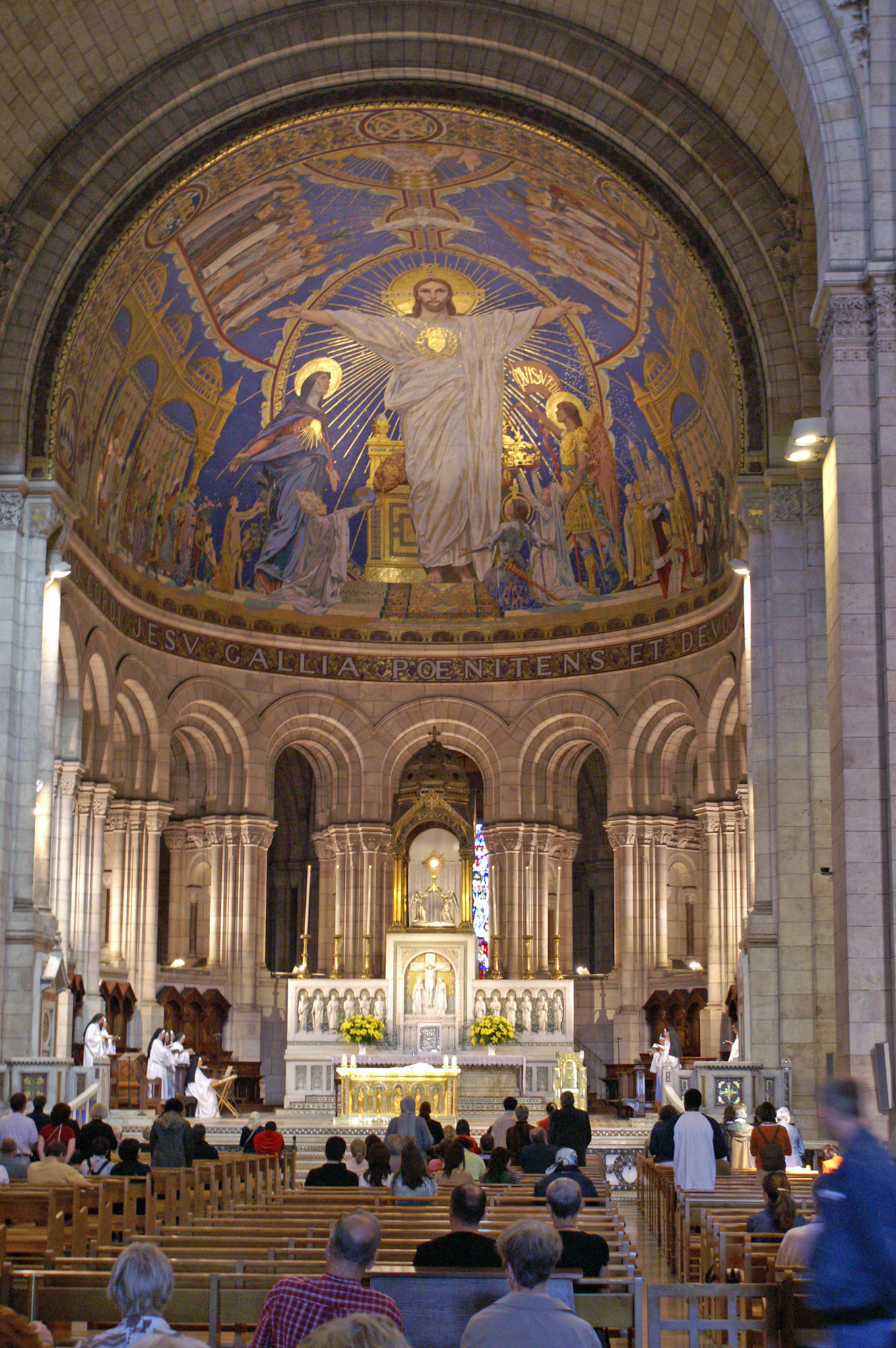
Le chœur, l'abside et la mosaïque.
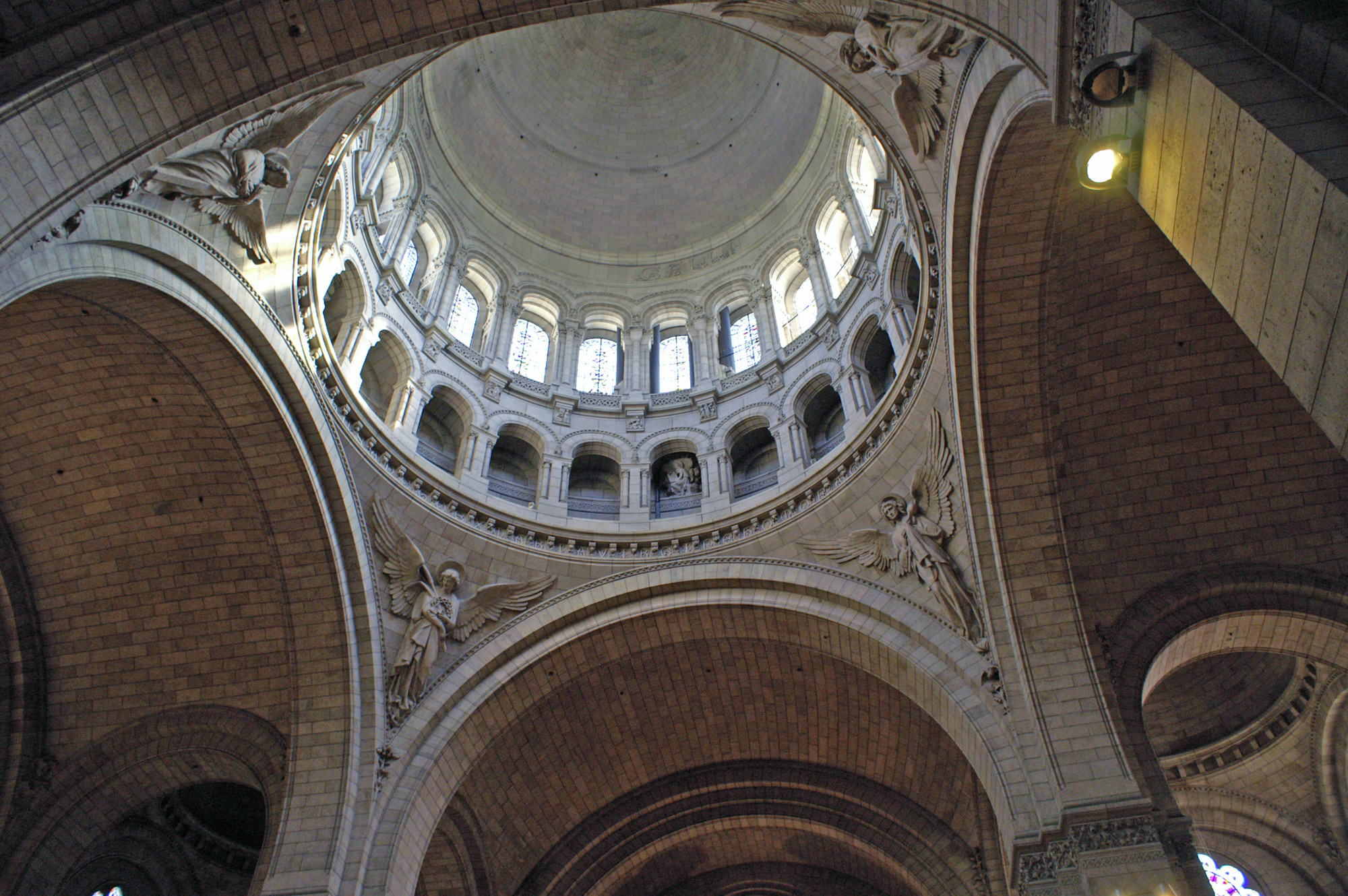
La coupole avec quatre anges (sur cinq) ; ils portent chacun un symbole de la Passion du Christ.
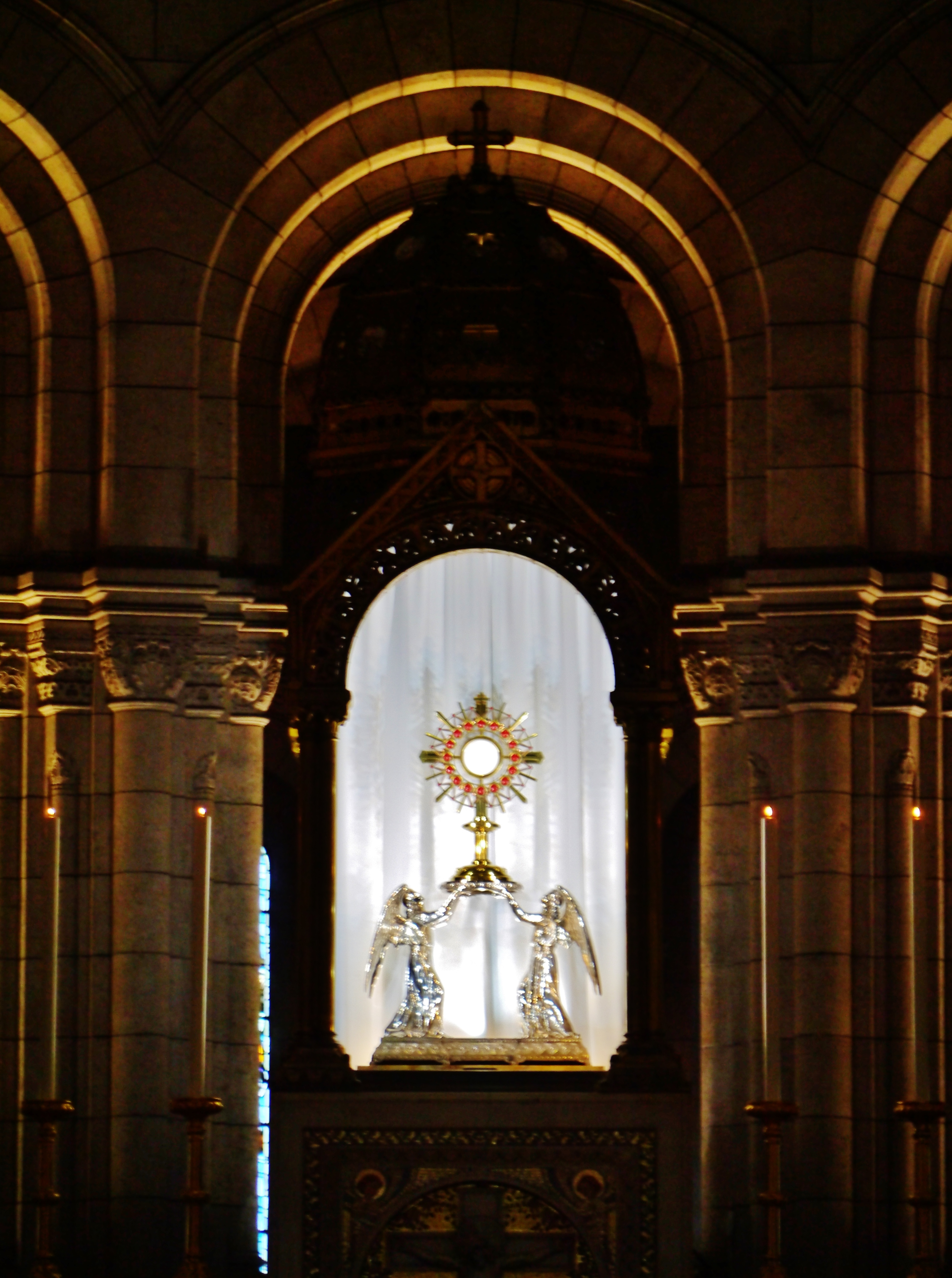
L'ostensoir avec l'Hostie consacrée. La basilique pratique l'Adoration perpétuelle.
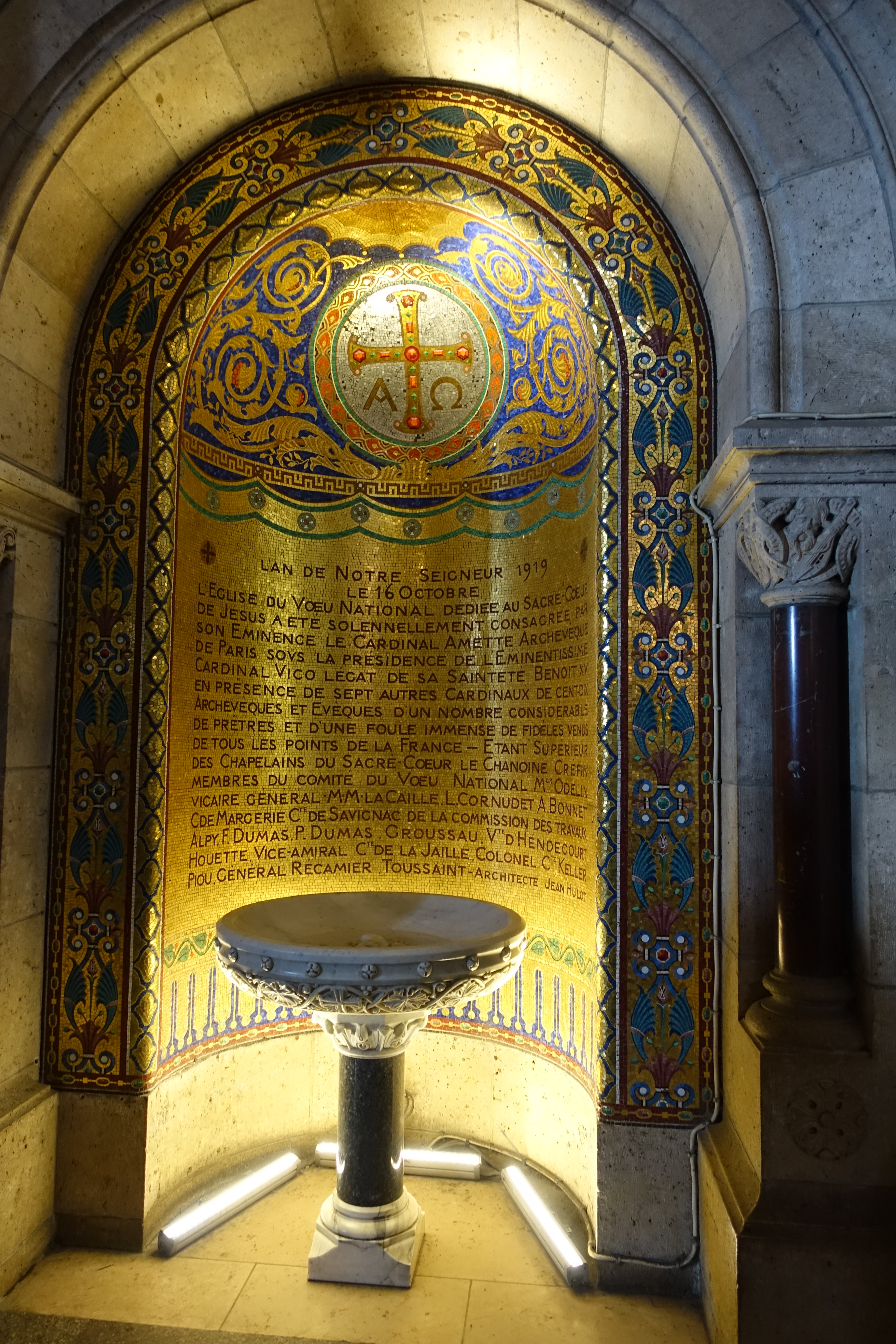
Un bénitier.
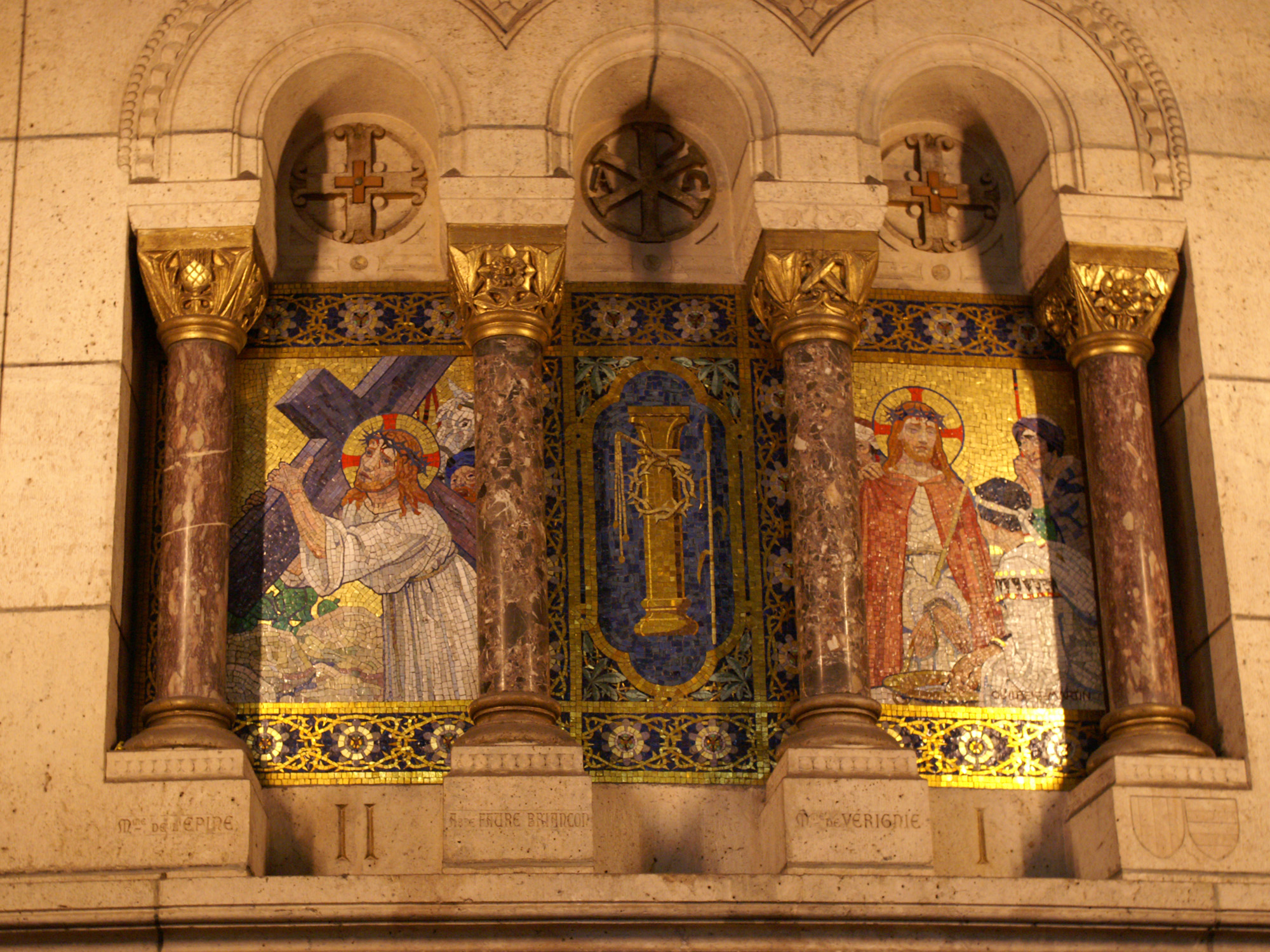
Stations I & II du Chemin de croix.
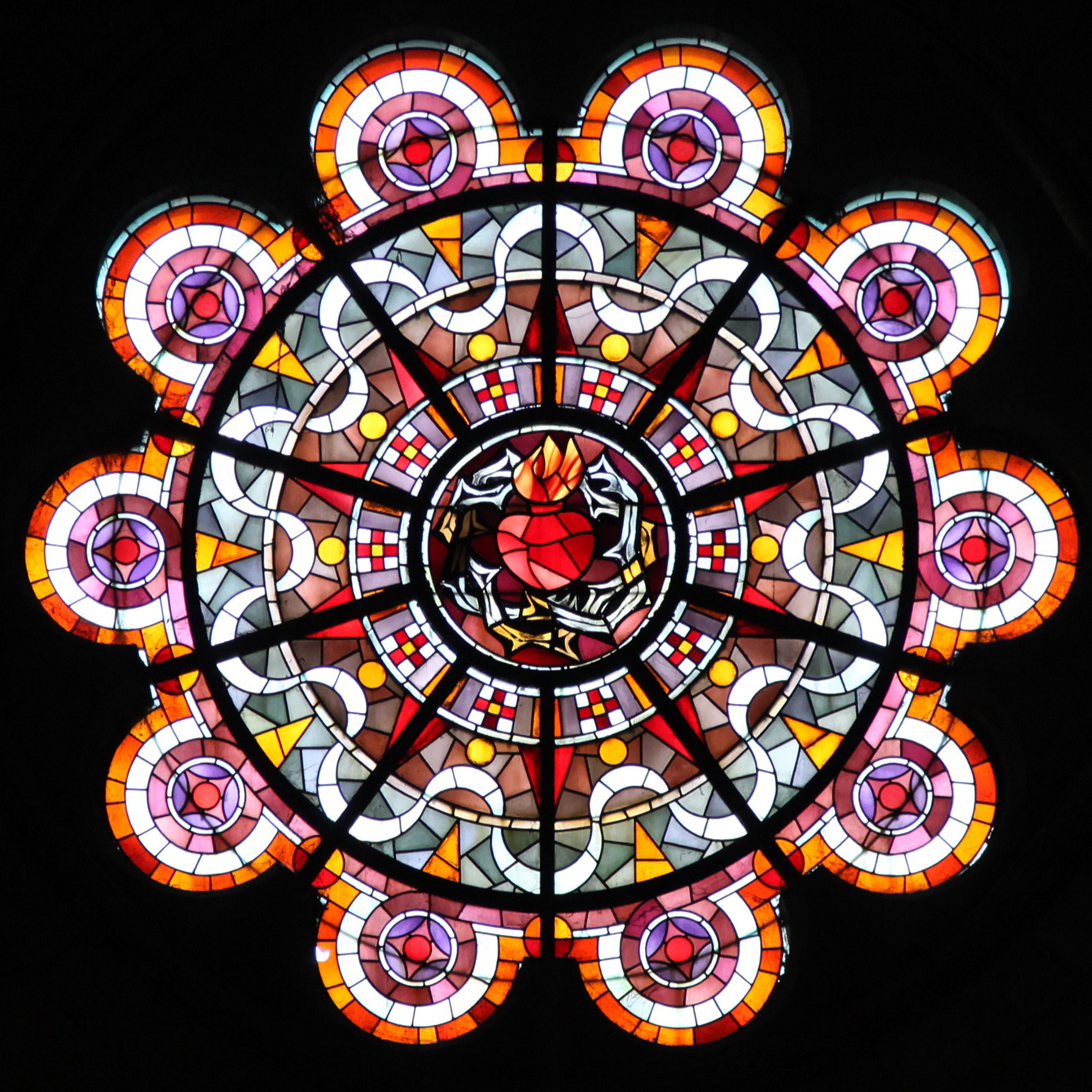
Vitrail avec le Sacré-Cœur de Jésus.

Vues extérieures
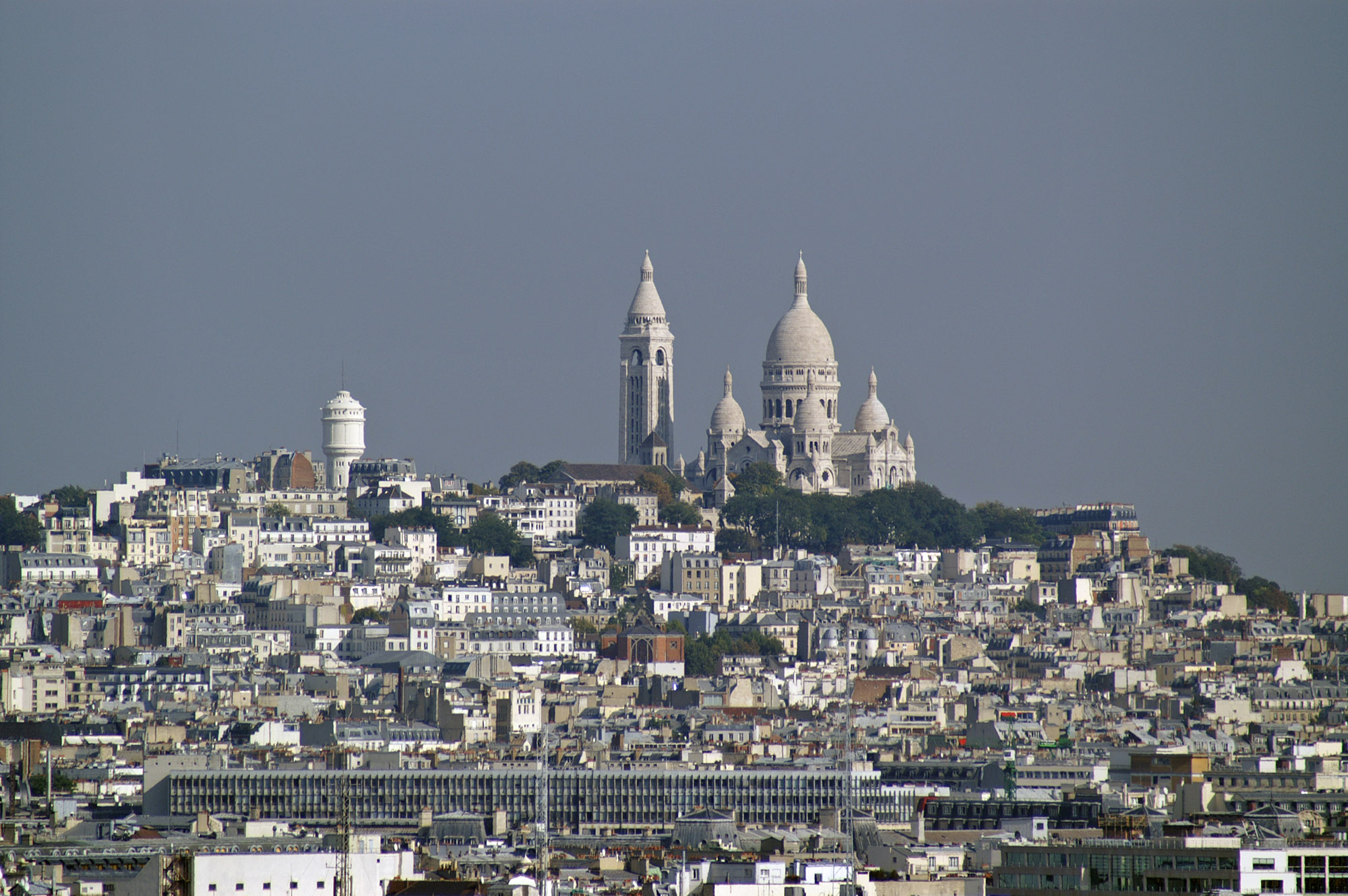
Vue de la tour Eiffel.
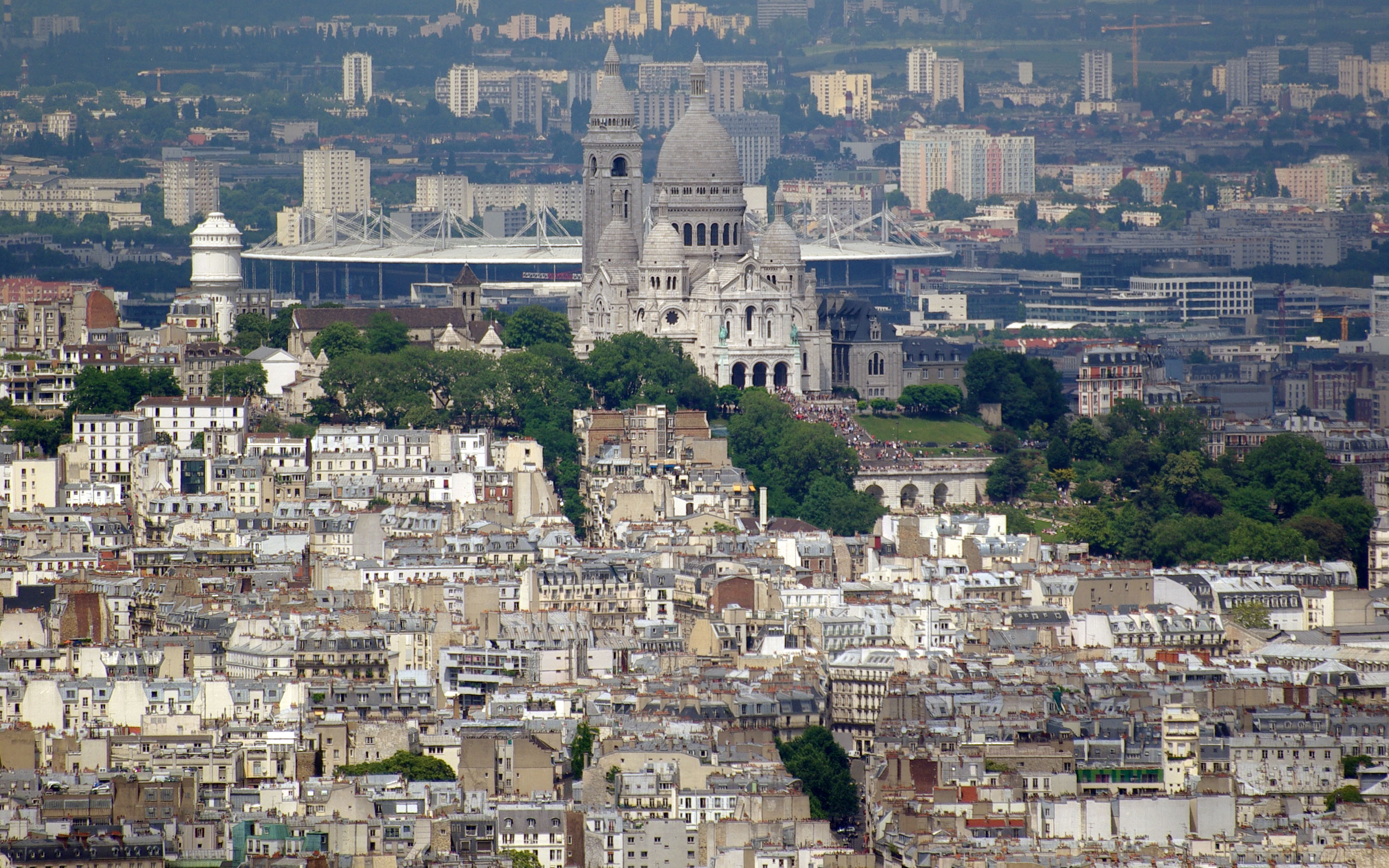
Vue de la tour Montparnasse avec le stade de France en fond.
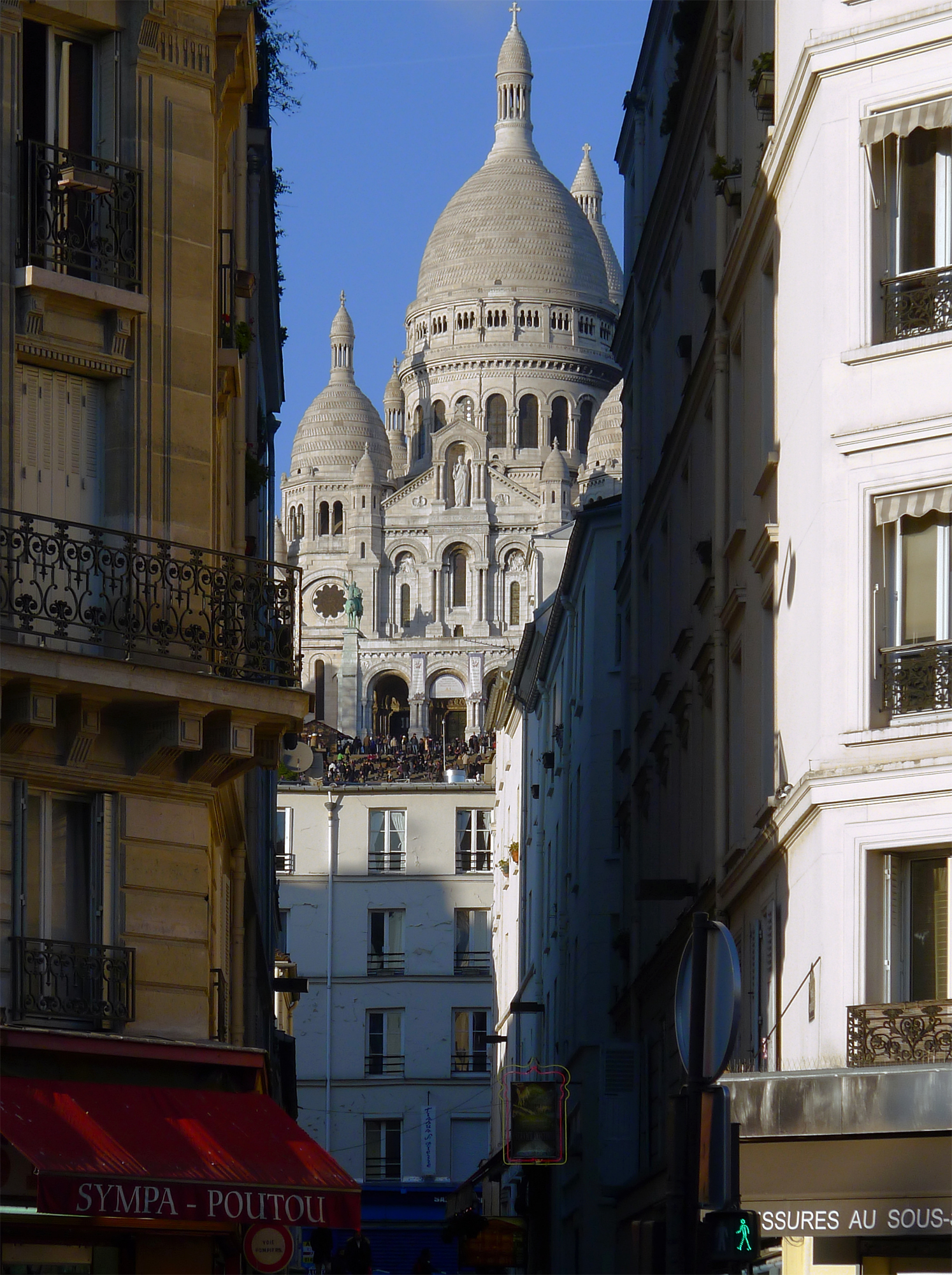
Vue du boulevard Marguerite-de-Rochechouart.
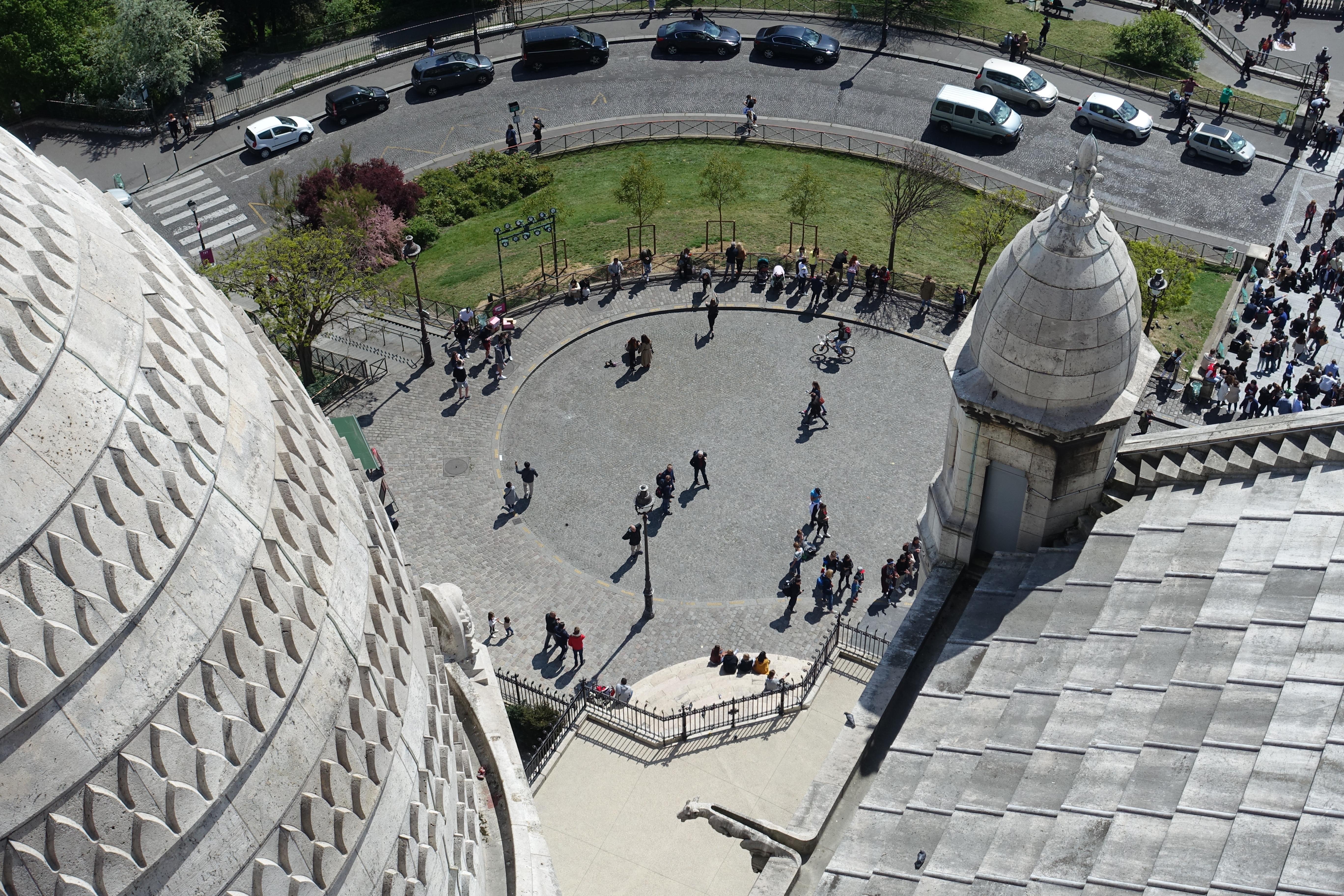
Les dômes sont ornés de bandes longitudinales alternativement unies et sculptées en écailles. La couverture du chevet, des absidioles et des nefs simule une surface de tuiles rectangulaires[68].
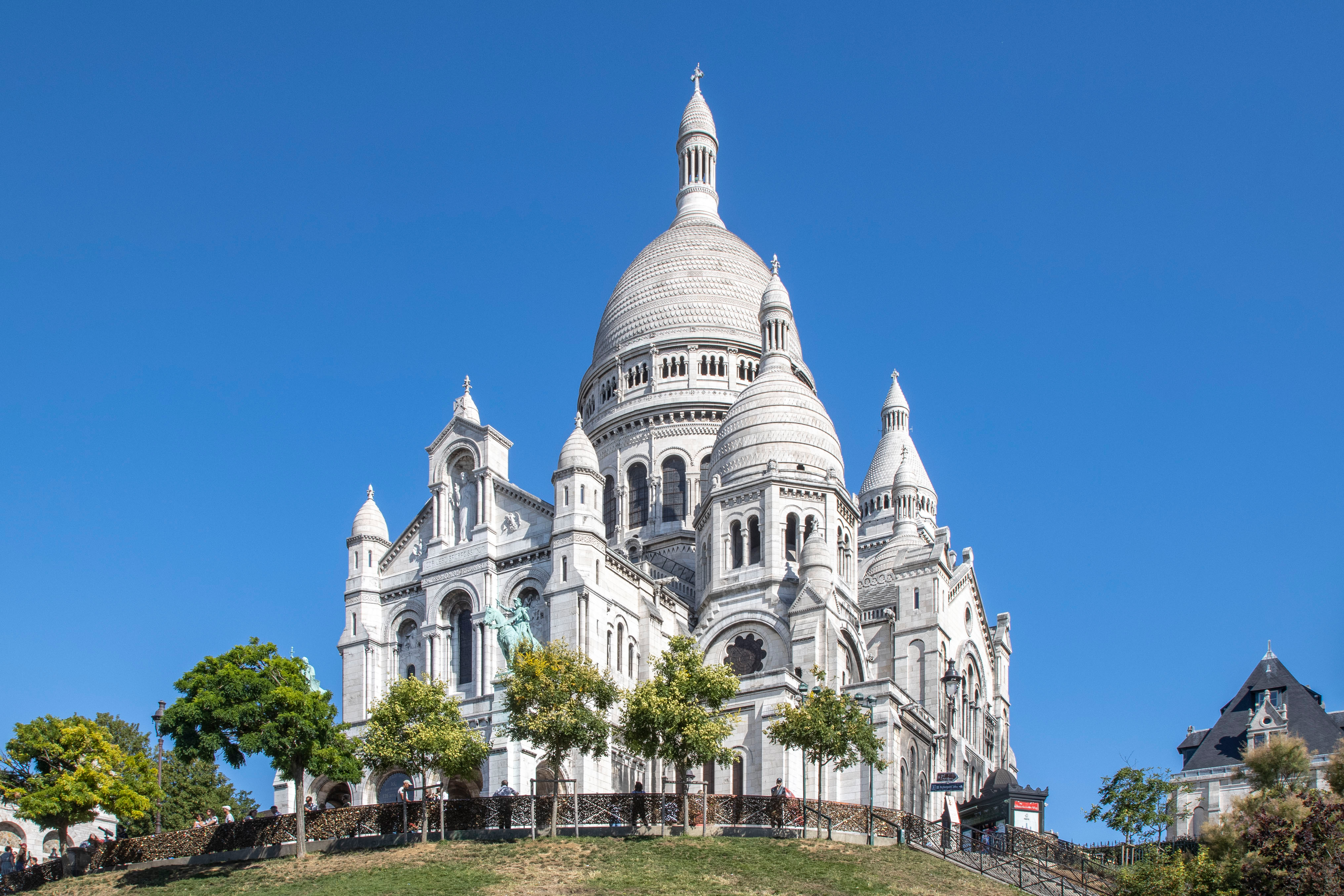
La basilique vue depuis la rue du Cardinal-Dubois.
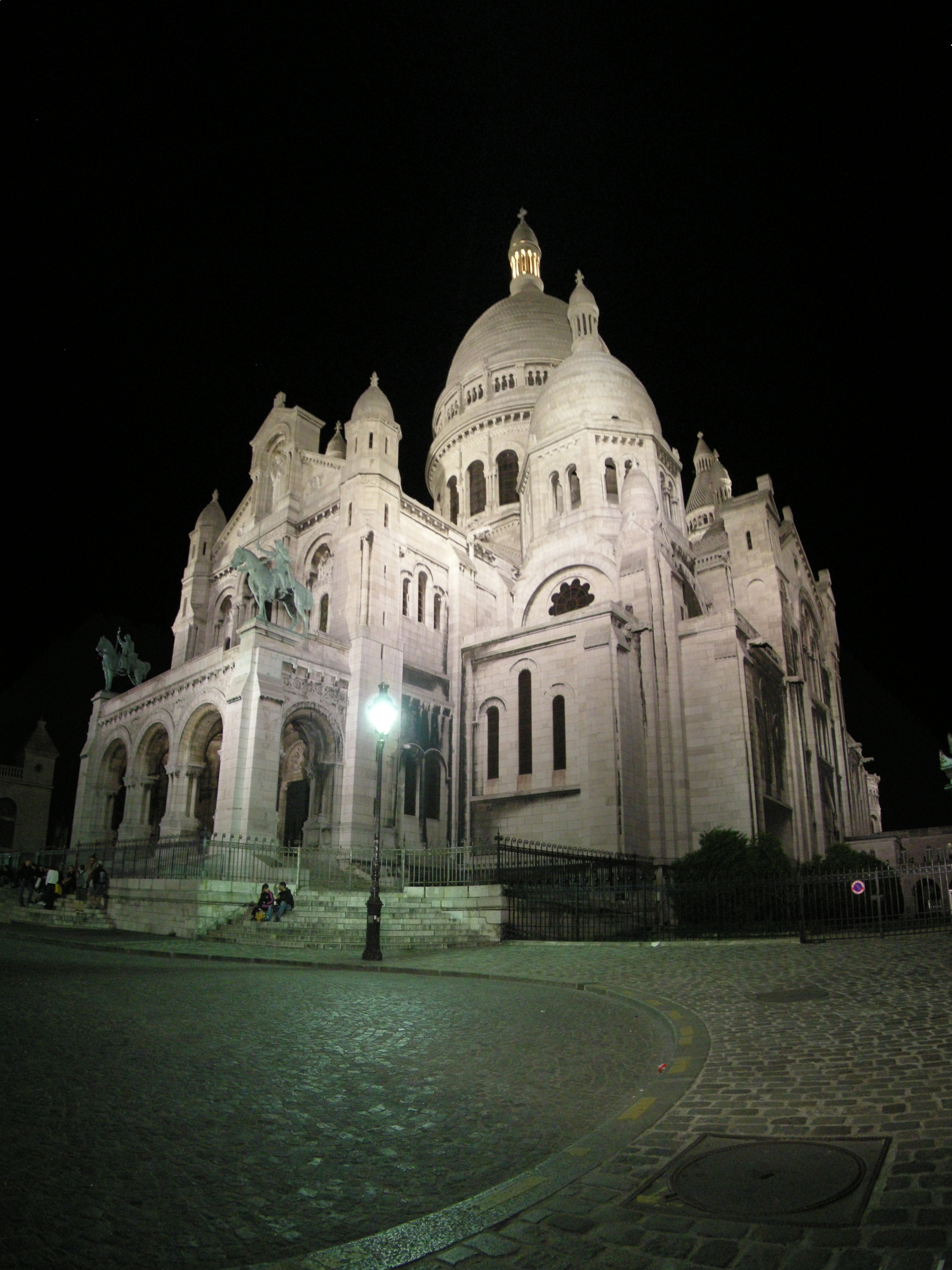
La basilique de nuit.
- Vidéo sur les visiteurs de Montmartre et de la basilique.

## Sanctuaire catholique

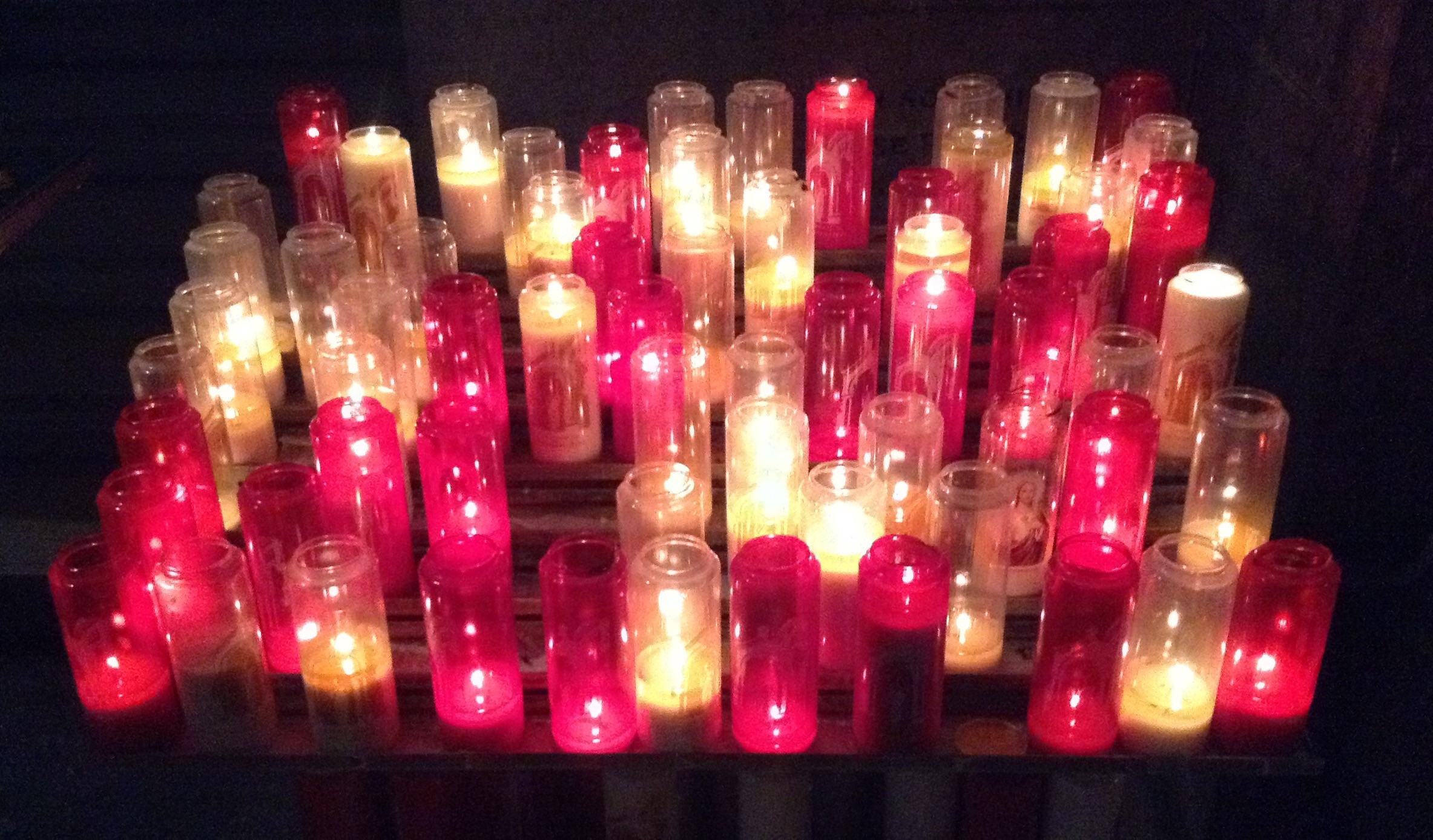
Depuis 1885, des fidèles se relayent jour et nuit pour une prière ininterrompue.

La basilique du Sacré-Cœur de Montmartre est l'une des cinq basiliques mineures de Paris,. Vouée à l'Adoration eucharistique du Saint-Sacrement, elle est le « sanctuaire de l'Adoration eucharistique et de la Miséricorde divine ». Depuis 1885, des fidèles — hommes, femmes et enfants de toutes conditions et de tous horizons — s'y relayent pour réciter une prière ininterrompue, de jour comme de nuit. Cette prière est la mission qu'elle a reçue à sa consécration : une mission d’intercession constante pour l’Église et le monde.
Charles de Foucauld passe une nuit de prière avec Louis Massignon en avril 1909 dans la basilique du Sacré-Cœur de Montmartre : les statuts de son association du Sacré-Cœur furent tous déposés à Montmartre, et là les premiers Petits frères de Jésus de René Voillaume reçurent leur habit. Depuis 1995, la congrégation des bénédictines du Sacré-Cœur de Montmartre assure, à la demande du cardinal Jean-Marie Lustiger, archevêque de Paris, l'animation spirituelle et matérielle de la basilique.
À l'initiative de Maxime Charles, après Vatican II, Montmartre a pris progressivement une dimension nationale de réflexion et de formation afin d'apporter des réponses efficaces à la crise des années 1970. Différents mouvements d'évangélisation et de jeunesse, ainsi que des retraites spirituelles et conférences sont organisés par Maxime Charles. Une nouvelle impulsion au Chemin de croix traditionnel est donnée, tandis que le pèlerinage de Chartres est relancé de manière consensuelle (à partir du noyau du Centre Richelieu), enfin des cahiers théologiques vulgarisés sont diffusés, à l'exemple du père de Guérandel qui en fut un des auteurs.
Dans le cadre de la redynamisation de la foi et en réponse aux hésitations des fidèles, souvent influencés par des vagues médiatiques, les mouvements de la basilique s'efforcent à cette époque de changer le regard vers les autres, de toutes conditions et religions. Des carrefours de rencontres et approfondissement chez l'habitant sont dirigés par le père Morand et se disséminent dans la région parisienne, puis au-delà, animés par des jeunes formés dans la basilique. Les fruits ont été visibles pendant la première partie du pontificat de Jean-Paul II. Ces initiatives évangélisatrices, perpétuées par les successeurs de Maxime Charles (dont François de Vorges), ont marqué le rayonnement permanent de la basilique. Depuis 1995, l'accompagnement se fait de manière différente et la basilique n'organise plus de pèlerinage à Chartres. De même la communion ne se fait plus à genoux, ce qui était une particularité de la basilique jusqu'en 1995.

### Liste des supérieurs des chapelains puis recteurs depuis la construction
| Période      | Nom                             | Appartenance                         |
| ------------ | ------------------------------- | ------------------------------------ |
| 1876 – 1885  | P. Achille Rey                  | Oblats de Marie Immaculée (OMI)      |
| 1885 – 1893  | P. François Voirin              | Oblats de Marie Immaculée (OMI)      |
| 1893 – 1901  | P. Jean-Baptiste Lamius         | Oblats de Marie Immaculée (OMI)      |
| 1901 – 1902  | ??                              | Oblats de Marie Immaculée (OMI)      |
| 1903 – 1908  | Chanoine Jean-Eugène Peuportier | Prêtres diocésains                   |
| 1908 – 1925  | Chanoine Eugène Crepin,         | Prêtres diocésains                   |
| ?? – ??      | Mgr Flaus                       | Prêtres diocésains                   |
| ?? – 1959 ?? | Mgr Aubé                        | Prêtres diocésains                   |
| 1959 – 1985  | Maxime Charles                  | Prêtres diocésains                   |
| 1985 - 1990  | François de Vorges              | Prêtres diocésains                   |
| 1990 - 1995  | P. Alain Hazemann               | Prêtres diocésains                   |
| 1995 - 1999  | Patrick Chauvet                 | Prêtres diocésains                   |
| 1999 - 2003  | P. Hubert Vallet                | Prêtres diocésains                   |
| 2004 - 2007  | Maurice Frechard                | Archevêque émérite d'Auch, spiritain |
| 2007 - 2020  | Jean Laverton                   | Prêtre diocésain                     |
| 2020-présent | Père Stéphane Esclef            | Prêtre diocésain                     |

## Controverses
La construction de la basilique a été très critiquée par les artistes comme Théophile Alexandre Steinlen, Adolphe Léon Willette, les écrivains Francisque Sarcey ou Émile Zola qui y voient un symbole obscurantiste.
En 1904, dans un contexte de tensions exacerbées autour de la question de la séparation des Églises et de l'État, le conseil municipal de Paris, à l'époque en majorité farouchement laïc et hostile à la basilique, récupère 5 000 m2 de terrain proche de celle-ci, détenus indûment par l'archevêché. Le conseil municipal décide d'ériger à cet endroit, dans l'axe du grand portail du Sacré-Cœur, une statue du chevalier François-Jean Lefebvre de La Barre, jeune noble français condamné en 1766 pour blasphème et sacrilège, décapité et ensuite brûlé, devenant par suite une figure tutélaire de l'athéisme et de l'anticléricalisme. La statue, sculptée par Armand Bloch, est inaugurée le 3 septembre 1905 par 25 000 manifestants. Un peu plus tard, autre acte politique, la rue de La Barre (l'adresse de la basilique est au numéro 35), devient en 1907, sur décision du même conseil municipal, la rue du Chevalier-de-La-Barre. En 1926, en signe d'apaisement de la municipalité vis-à-vis du monde catholique, la statue est réinstallée non loin, Square Nadar, en un lieu moins directement provocateur envers le Sacré-Cœur. Elle est enlevée et fondue en 1941. Il faut attendre soixante ans pour qu'une nouvelle statue soit érigée en remplacement, square Nadar et inaugurée le 24 février 2001.
Le peintre français Félix Del Marle, proche du futurisme dans les années 1910, publie dans Paris Jour du 10 juillet 1913 un Manifeste futuriste à Montmartre, dans lequel il proclame : « Il faut détruire Montmartre !! ». Il y précise qu'il en veut bien à la butte, elle-même, pour la remplacer par des gratte-ciels, métropolitains et tramways à coup d'explosifs et d'échafaudages. S'ensuivit une dispute avec un autre futuriste, installé à Montmartre, d'opinions divergentes sur la question, Gino Severini.
Régulièrement, des personnalités politiques de gauche, comme Lionel Jospin dans les années 1990 ou Ian Brossat en 2013, demandent la destruction de la basilique ou sa transformation au nom de la mémoire des morts de la Commune, renforçant ainsi dans l'inconscient collectif l'association entre la basilique et la répression sanglante des communards.
Plus récemment, en 2017, à l'occasion du vote du budget participatif de la ville de Paris, une initiative citoyenne proposée sur Internet par une personne usant un pseudonyme en hommage à la communarde Nathalie Lemel demande « la démolition totale de la basilique lors d'une grande fête populaire » car « le Sacré-Cœur est une verrue versaillaise qui insulte la mémoire de la Commune de Paris »,. 
En 2020, une nouvelle controverse prend forme. La commission régionale du patrimoine et de l'architecture d’Île-de-France examine, en vue d'une protection monument historique, le dossier de la basilique, et rend « un avis favorable unanime pour une inscription au titre des monuments historiques et a émis à l'unanimité un vœu de classement ». À cette occasion, beaucoup découvrent que ce monument d'un intérêt majeur pour l'histoire de l'art et de l'architecture du XIXe siècle et du XXe siècle et figurant parmi les symboles de la ville de Paris n'était pas protégé. L'inscription au titre des monuments historiques est effective en octobre 2020. Le classement, qui aurait dû aboutir en 2021, est quant à lui retardé car la gauche (socialistes, communistes et écologistes) s'y oppose en raison du lien supposé existant entre ce monument et la Commune et en raison de la célébration, cette même année, des 150 ans de la Commune. Néanmoins, l'adjointe au patrimoine de la maire de Paris, Karen Taieb, annonce que le classement devrait se faire, en octobre 2022. Le 13 décembre 2022, la basilique du Sacré-Cœur est ajoutée à la liste des monuments historiques classés par l'État français.

## Accès
Le funiculaire de Montmartre ou la ligne de bus no 40, la seule à circuler sur la butte Montmartre, permettent de s'y rendre sans effort.
Les deux stations de métro les plus proches Abbesses, sur la ligne 12, et Anvers, sur la ligne 2, présentent en leur sortie respective une différence d'altitude de l'ordre de 50 mètres avec la basilique.

## Le Sacré-Coeur dans la culture

### Musique
Le vidéo-clip de la chanson Here it Comes Again du groupe britannique The Fortunes a été tourné sur le parvis de la basilique.
Le vidéo-clip de la chanson Tout le Pays du rappeur français Gab a été tourné sur le toit de la basilique.